# カピタン

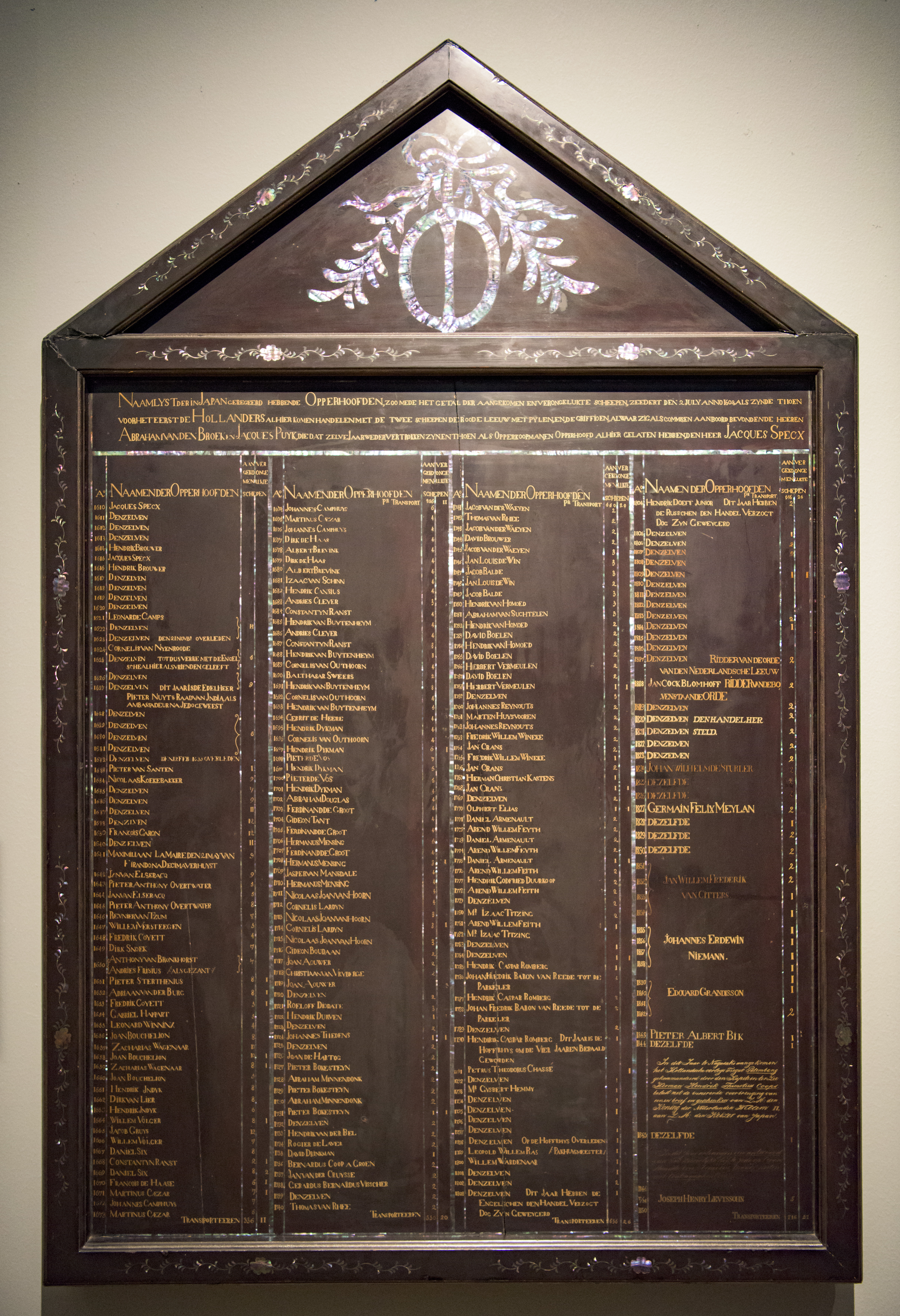
歴代オランダ商館長名簿

カピタン（甲比丹、甲必丹、加比旦）は、江戸時代にオランダ東インド会社が日本に置いた商館の最高責任者「商館長」のこと。ポルトガル語のCapitão（）は、英語のCaptain（）に相当する、即ち「船長・隊長」の意である。南蛮貿易時代最初の交易国がポルトガルだったため西洋の商館長をCapitão（）と呼んでいたが、オランダが取って代わってからもオランダ語の商館長を意味するOpperhoofd（）にはならなかった。

## 西洋商館の歴史
天文12年（1543年）種子島にポルトガル人が漂着して以来、多くのポルトガル人やイスパニア（スペイン）人が来日し、貿易やキリスト教布教を始めていた。天文19年（1550年）肥前国平戸に来航したポルトガル商船が永禄4年（1561年）平戸での貿易（南蛮貿易）を許可され、平戸ポルトガル商館を建設した。
元亀2年（1571年）ポルトガルの要請で長崎が開港した。イエズス会は土地を寄進され、ポルトガル商館が建ち、貿易港長崎はかつてない発展を遂げた。天正12年（1584年）平戸にイスパニア商船が来航し、平戸イスパニア商館が建設された。平戸及び長崎は南蛮貿易で大きく栄え「西国の京都」とも謳われた。
天正15年（1587年）豊臣秀吉はバテレン追放令を発布した。目的は「外交貿易権掌握」「神社仏閣への迫害」「日本人の奴隷売買禁止」など諸説ある。

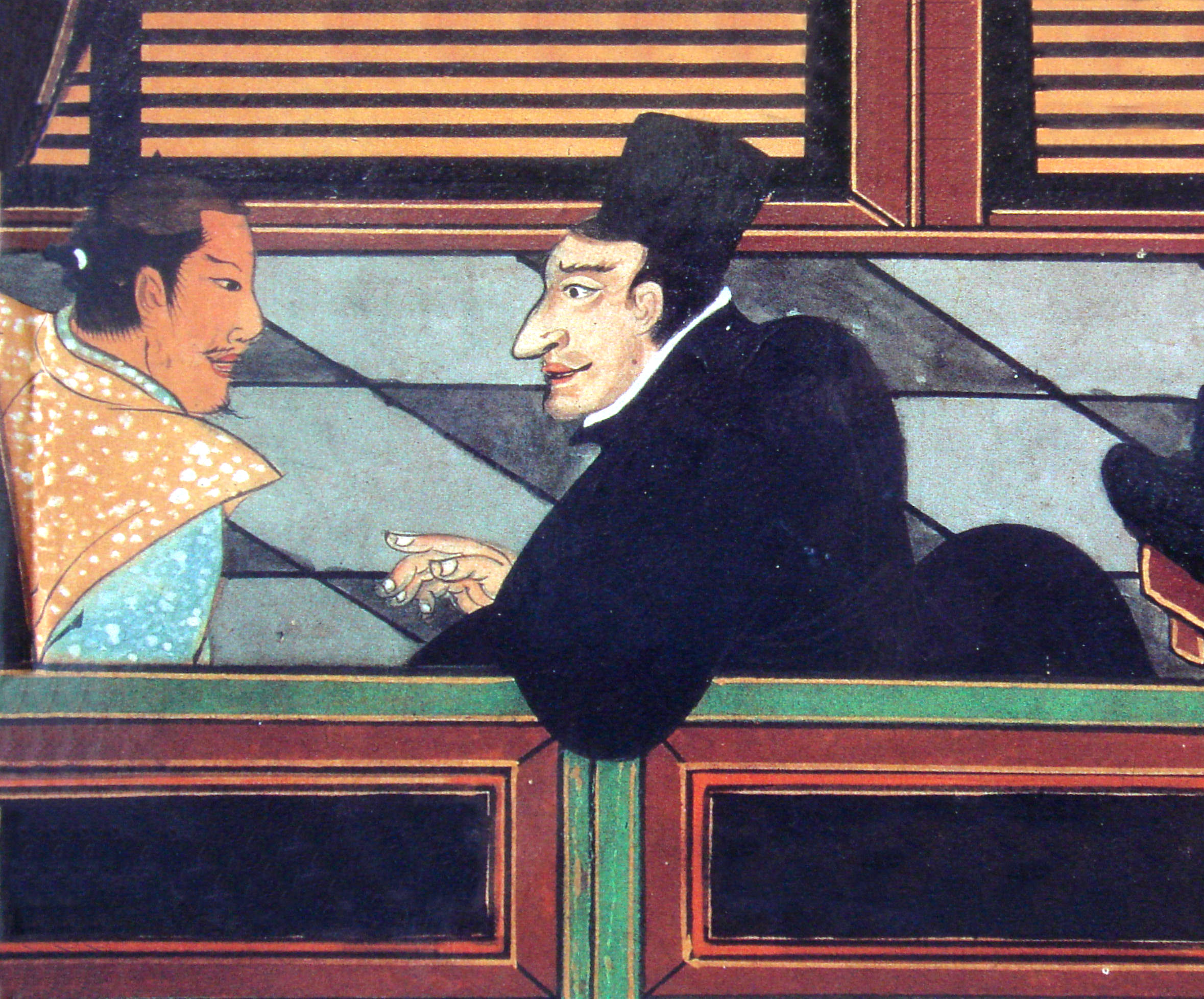
ポルトガルのイエズス会士と神戸の大名
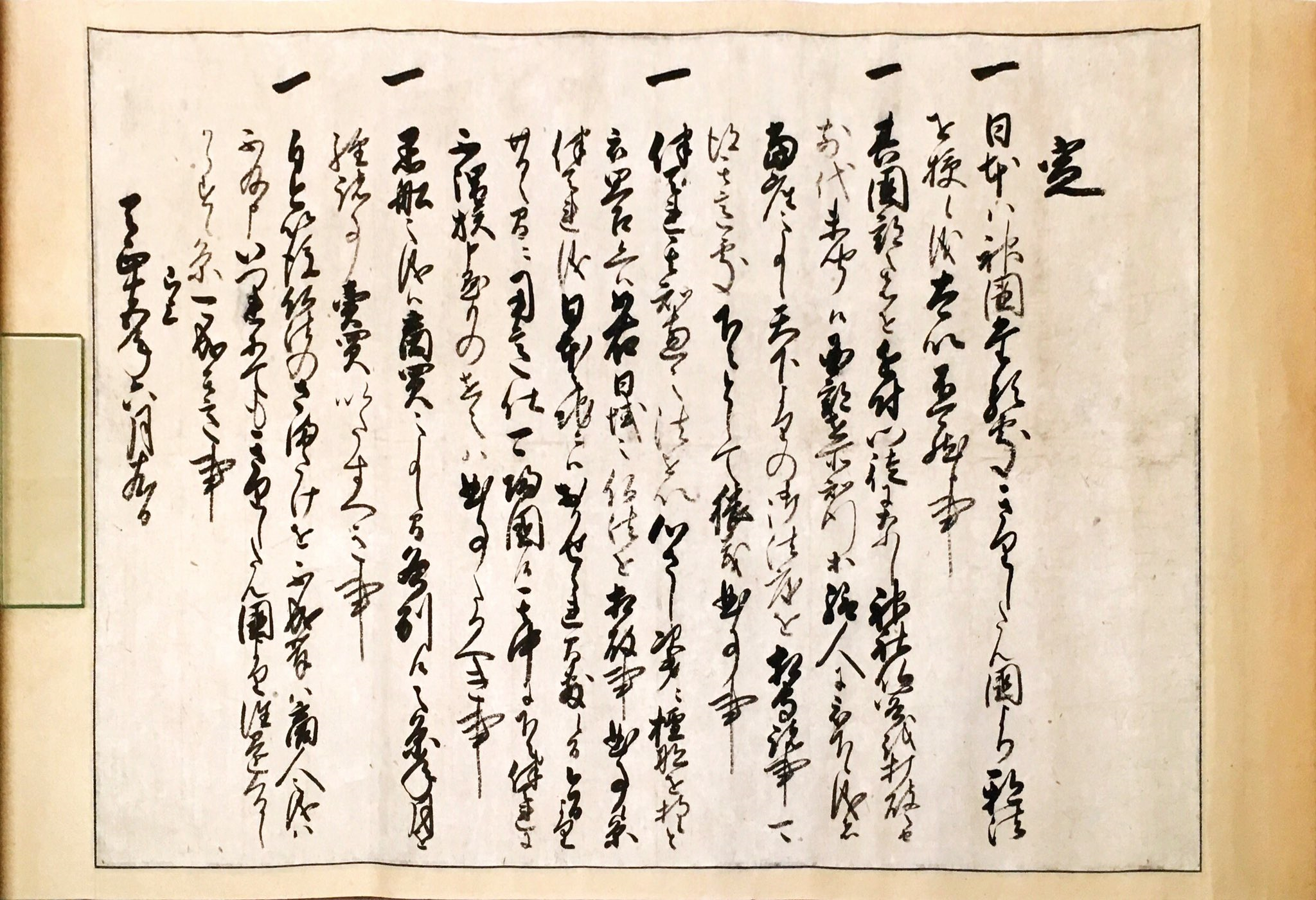
吉利支丹伴天連追放令（松浦史料博物館）
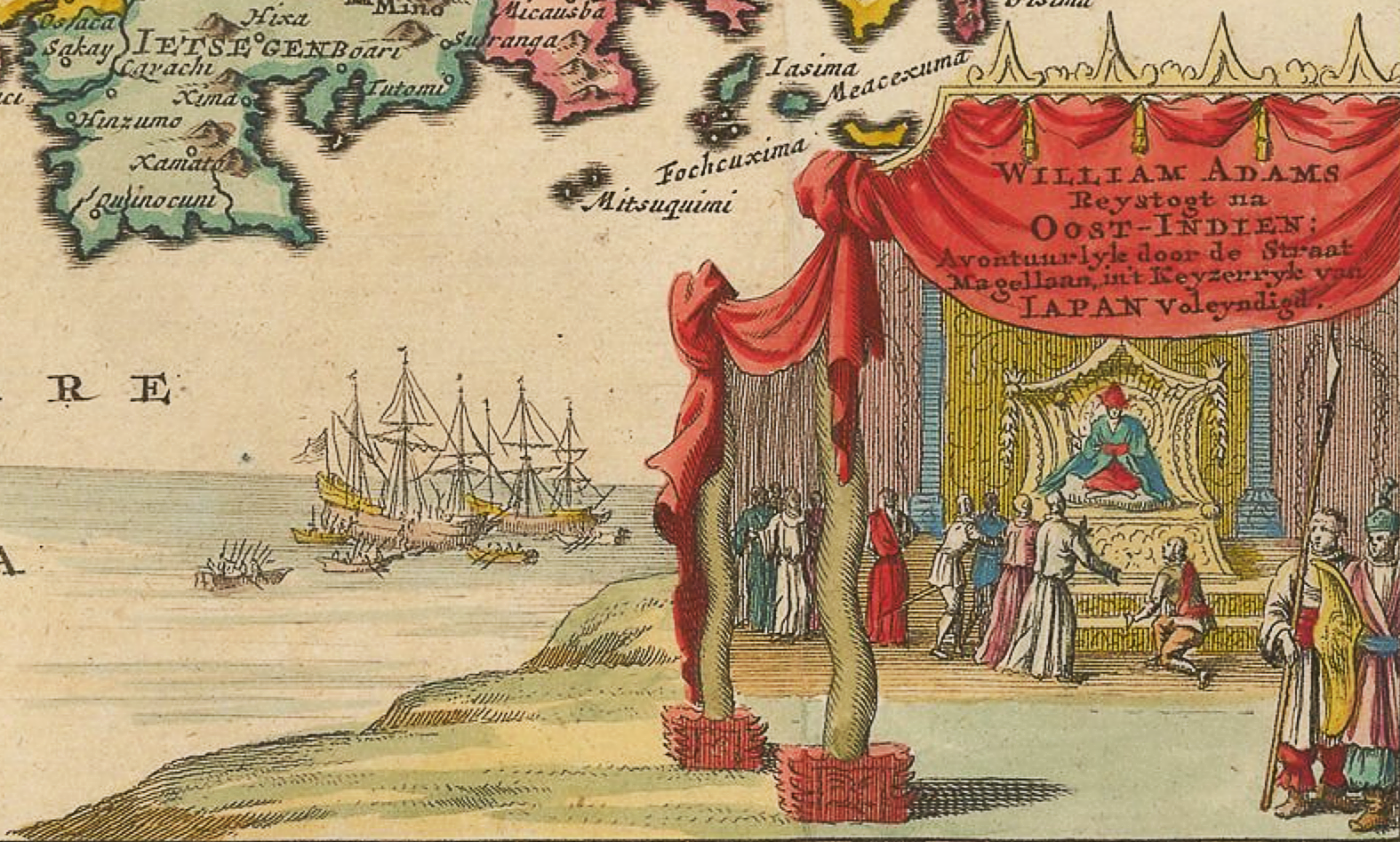
家康に謁見するアダムス
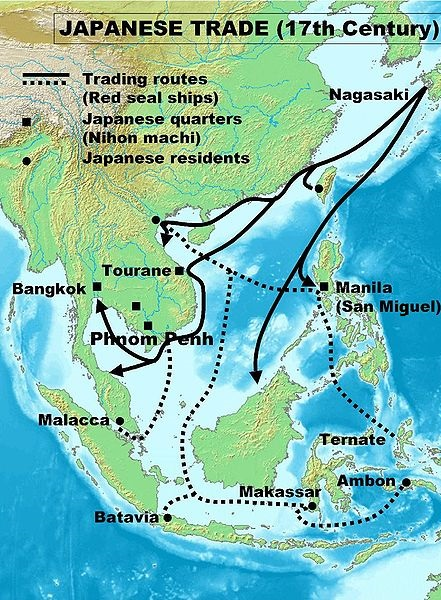
朱印船貿易路・日本人町と在外邦人居留地区

慶長5年（1600年）、ロッテルダムマゼラン社のリーフデ号が豊後国に漂着し、生存者の中からウィリアム・アダムス（三浦按針）とヤン＝ヨーステン・ファン・ローデンスタインは江戸に送られ徳川家康と会見した。関ヶ原の戦い後、両名は外交顧問の旗本に取り立てられ日英・日蘭貿易に貢献した。慶長14年（1609年）平戸オランダ商館建設の許可(朱印状)を得たオランダ東インド会社は初代カピタンにヤックス・スペックスを派遣した。
慶長18年（1613年）イギリス東インド会社は平戸にイギリス商館を建設し初代商館長にリチャード・コックスを置いたが、元和9年（1623年）のアンボイナ事件を機に対インド貿易注力に方針転換、平戸の商館を閉鎖し対日貿易から離脱した。

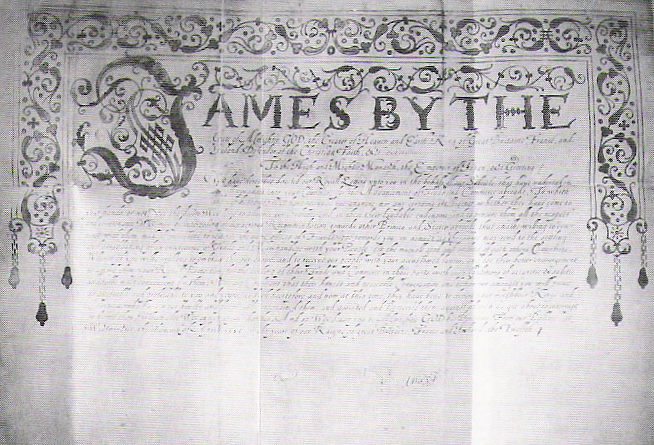
家康宛てジェームズ1世の国書 （1613年） [注釈 15]
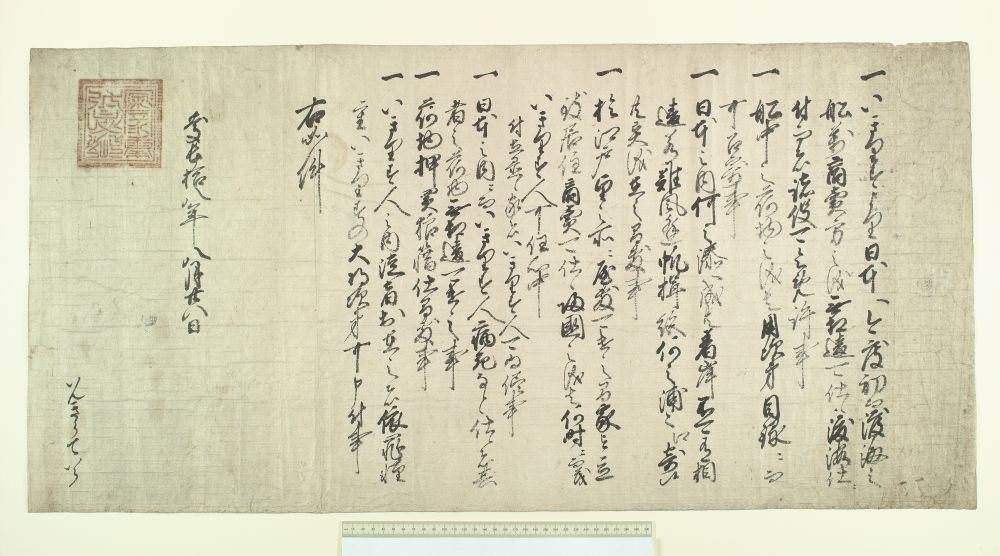
イギリス東インド会社宛家康の朱印状
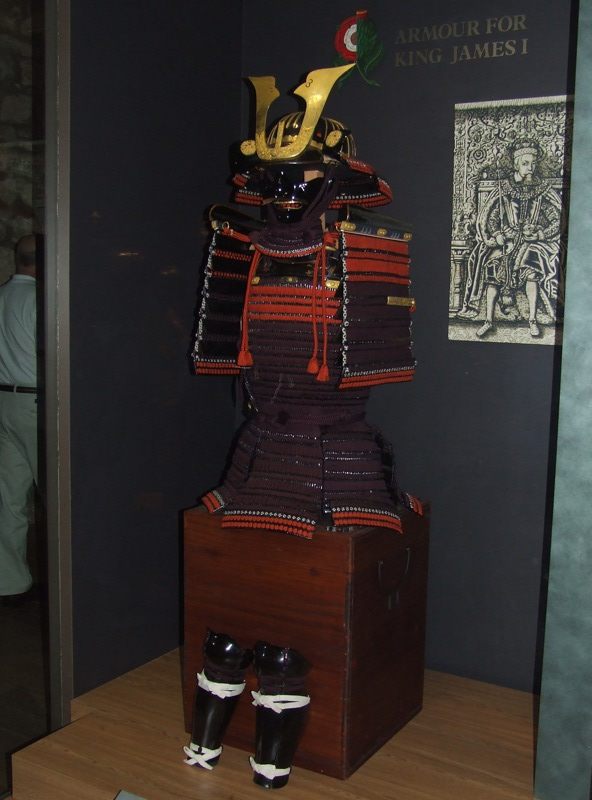
秀忠がジェームズ1世に贈った当世具足
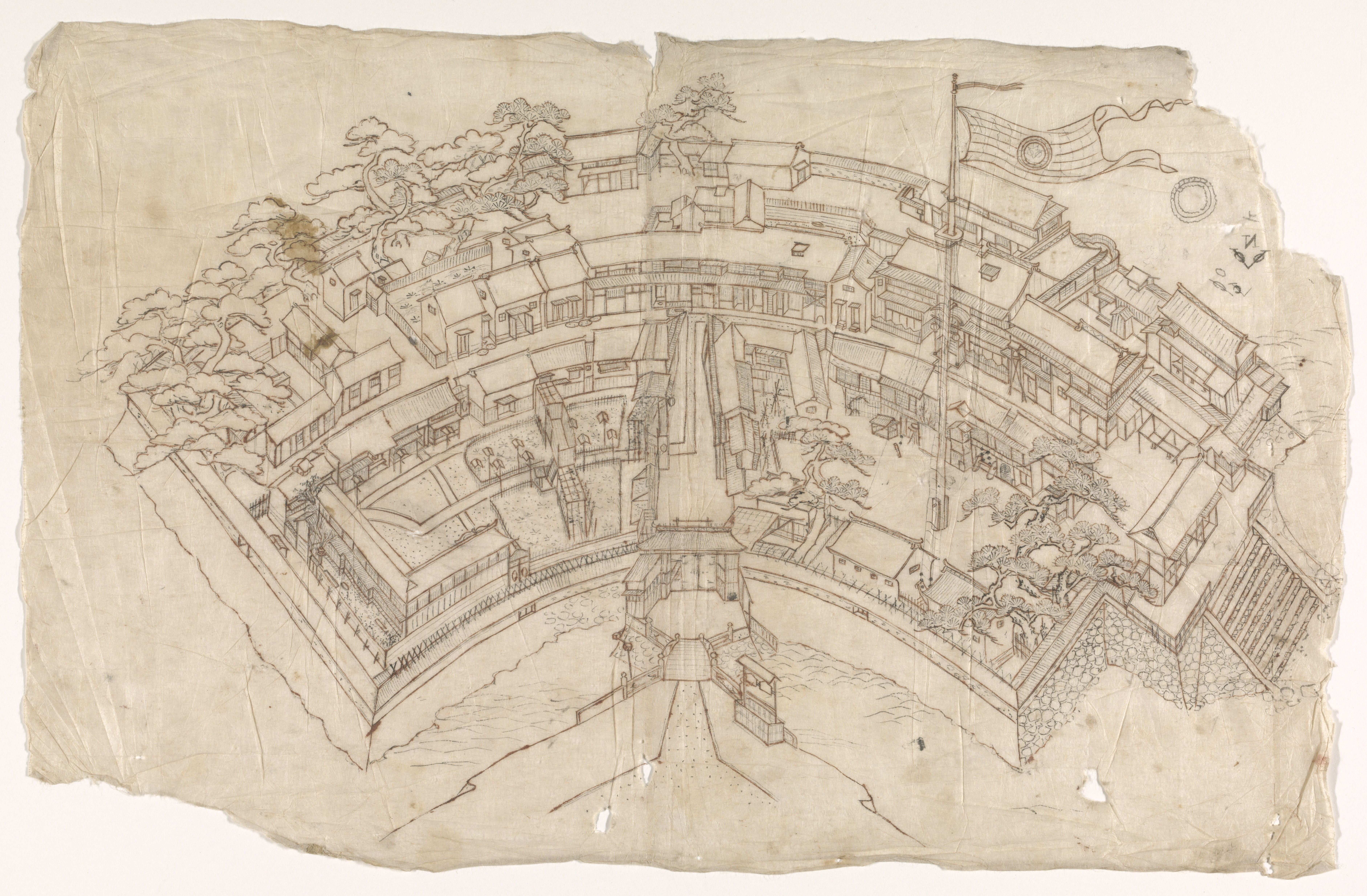
出島

慶長17年（1612年）江戸幕府は禁教令を布告し、慶長18年（1613年）家康が公布させた「伴天連追放之文」が以後の基本となる。元和6年（1620年）の平山常陳事件は幕府のキリシタンに対する不信感を決定づけた。元和8年（1622年）元和の大殉教以後諸大名もキリシタン迫害を徹底した。元和9年（1623年）幕府はポルトガル人の日本在住禁止、朱印船のマニラ渡航禁止など公布した。
寛永元年（1624年）イエズス会を組織したイスパニア船の来航を禁止し平戸イスパニア商館を閉鎖した。ポルトガル領マカオには宣教師を日本に派遣させないことを要求し、日本との貿易途絶を恐れたマカオは受諾した。
それでも宣教師は諦めず、東南アジアの日本人町に渡航して布教したり、朱印船で日本に密航を企てたりしたので、幕府は禁教徹底のため朱印船貿易廃止を決定し、その役割を外国人(ポルトガル人・オランダ人・中国人)に代行させる観点から長崎奉行の定員を旗本2人とした。長崎奉行への職務規定（鎖国令）を通じて、中国や東南アジアとの中継貿易拠点としての長崎を整備していった。
寛永10年（1633年）奉書船以外での渡航や5年以上在外居住者の帰朝禁止、寛永12年（1635年）邦人の東南アジア方面往来全面禁止、寛永13年（1636年）ポルトガル人の妻子や縁者をバタヴィアに追放、さらに長崎に出島を建設して長崎ポルトガル商館を移築し出島内にポルトガル人を収容管理した。
寛永14年（1637年）の島原の乱を翌年鎮圧した幕府はポルトガル貿易の打ち切りを望むようになった。寛永16年（1639年）将軍徳川家光・幕閣とオランダ商館長フランソワ・カロンが会談し、台湾経由で生糸などの中国製品を確保できること、台湾に渡航している中国人が密航者ではない明朝官許商であること、オランダが対西葡軍事力を備えていることなどを確認し、ポルトガル貿易の打ち切りを決定した。幕府は全国の大名にポルトガル船に対する警戒と打払い・来航禁止令を発布、ポルトガル人は出島から追放された。
寛永18年（1641年）島原の乱鎮圧を支援したオランダに、西洋諸国の情報収集のため貿易続行は許可し、オランダ商館を平戸から長崎の出島に移転させ鎖国は完成した。安政5年（1858年）の日蘭修好通商条約締結まで出島は存続する。

## ポルトガル商館長

### 長崎（ポルトガル商館長）
- シマン・ブラス・デ・パイア

## イギリス商館長

### 平戸（イギリス商館長）
- リチャード・コックス（1613年－1623年）

## オランダ商館長

### 【1609年 - 1650年】

#### 平戸（オランダ商館長）

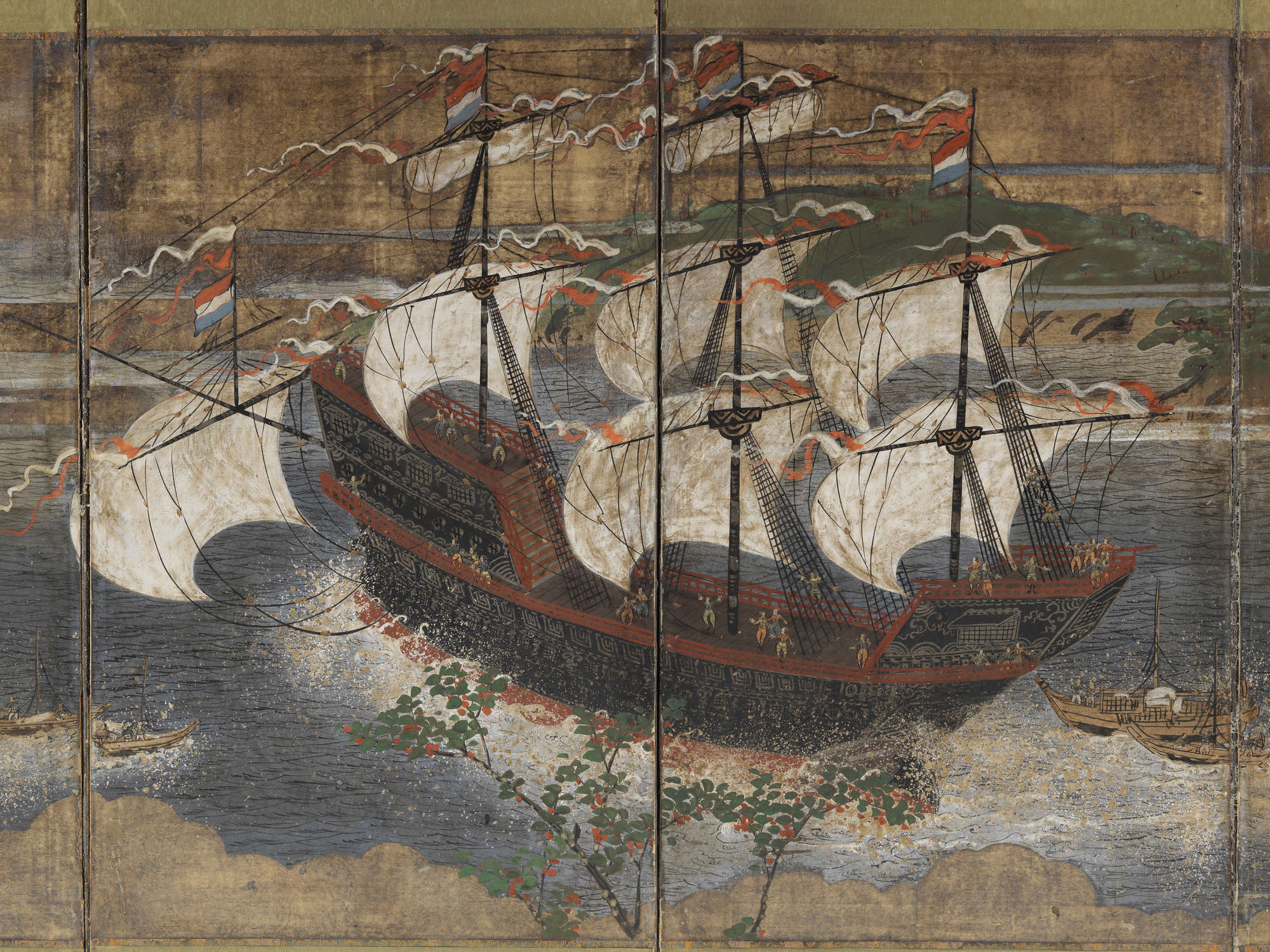
島原の乱[注釈 17]
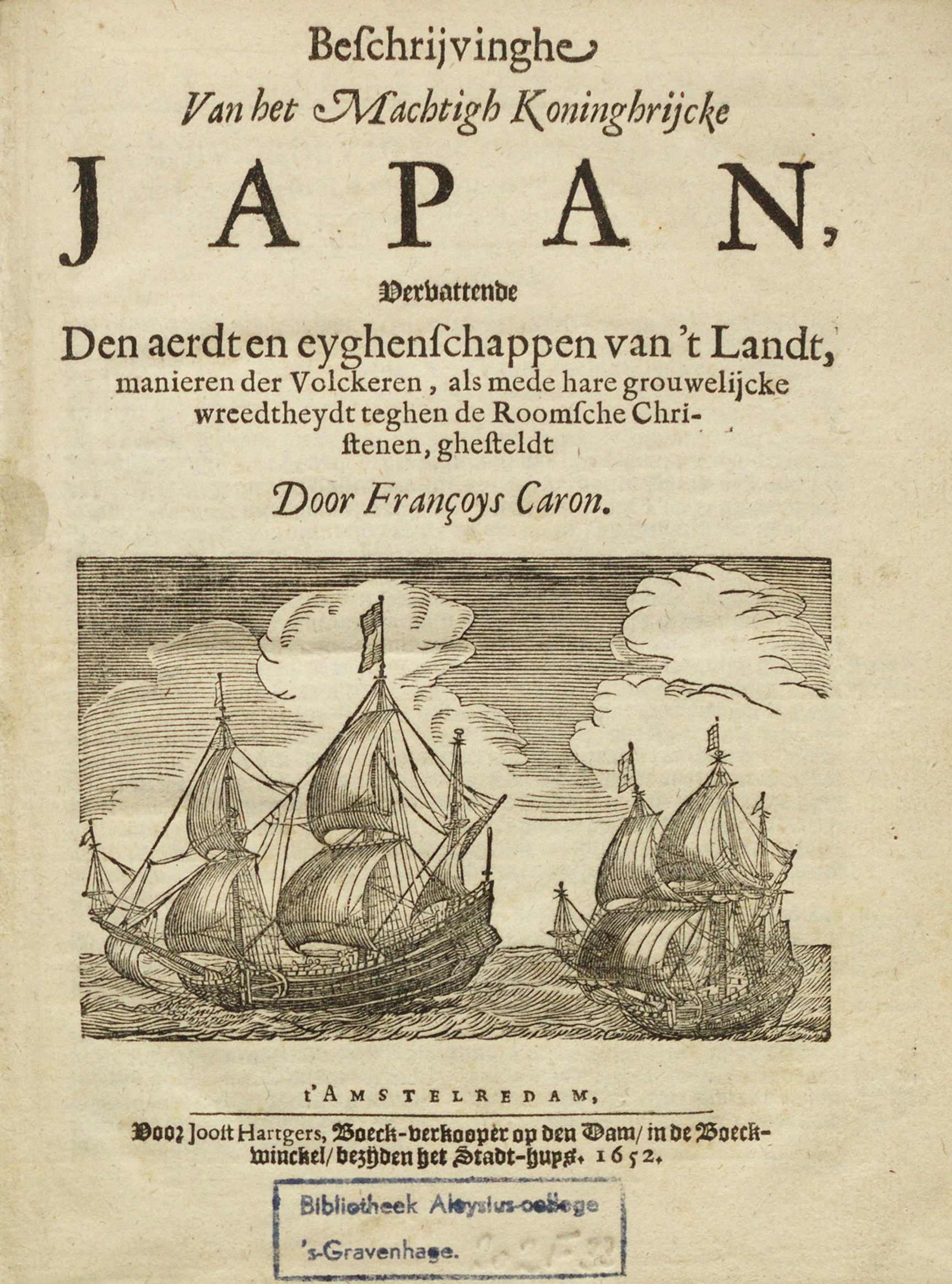
カロン著『日本大王国志』
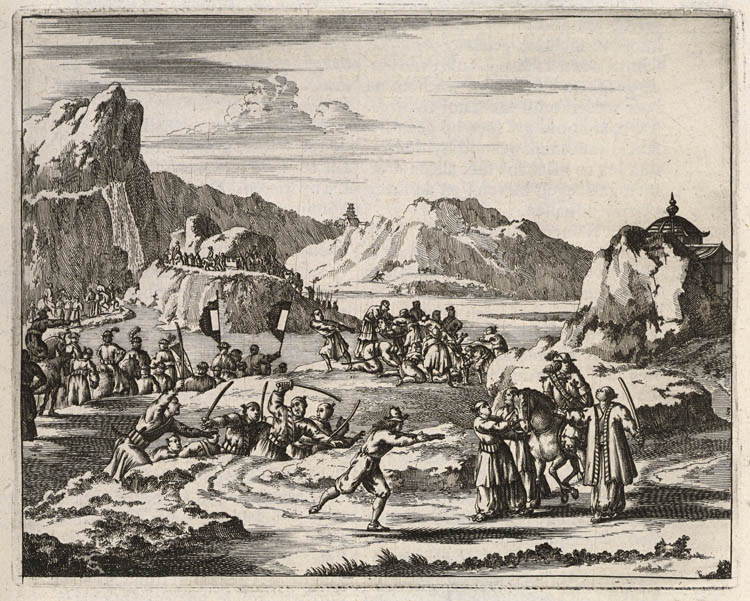
ブレスケンス号事件
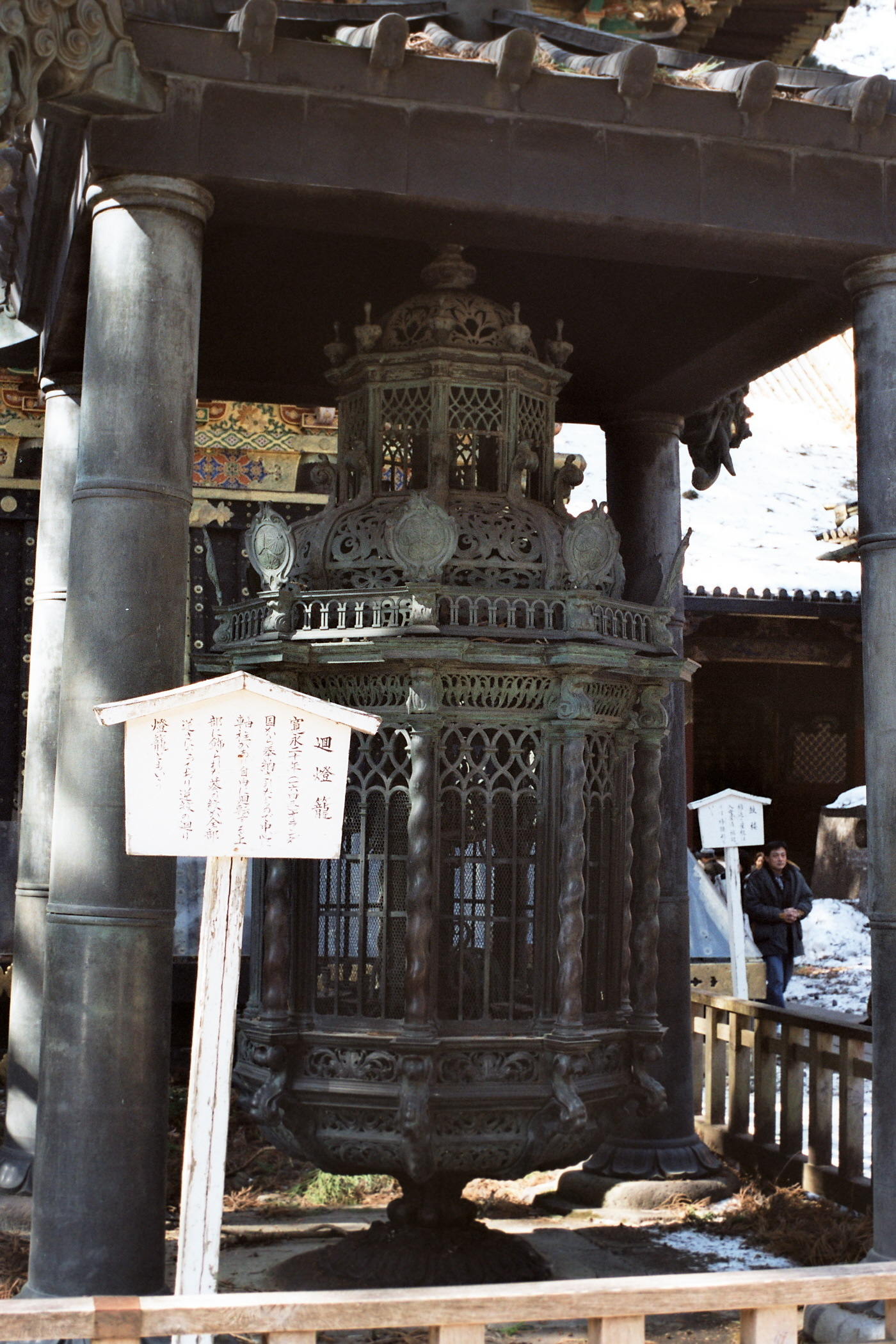
日光東照宮廻転灯籠 ブレスケンス号乗員開放御礼時「オランダ国王」名義で奉納

- 初代ヤックス・スペックス（1609年－1613年）
- 2. ヘンドリック・ブラウエル（1613年－1614年）
- 3. ヤックス・スペックス（1614年－1621年）（2度目）
- 4. レオナルド・キャンプス（1621年－1623年）
- 5. コルネリス・ファン・ナイエンローデ（1623年－1632年）
- 6. ピーテル・ファン・サンテン（1632年－1633年）
- 7. ニコラス・クーケバッケル（1633年－1638年）
- 8. フランソワ・カロン（1639年3月2日－1640年2月13日）
  - 著作『日本大王国志』 幸田成友訳、平凡社東洋文庫
- 9. マクシミリアン・ル・メール（1641年2月14日－1641年5月）

#### 長崎（オランダ商館長）
- 9. マクシミリアン・ル・メール（1641年5月－1641年10月30日）
- 10. ヤン・ファン・エルセラック（1641年11月1日－1642年10月29日）
- 11. ピーテル・アントニスゾーン・オーフルトワーテル（1642年10月29日－1643年8月1日）
- 12. ヤン・ファン・エルセラック（1643年8月1日－1644年11月24日）（2度目）
- 13. ピーテル・アントニスゾーン・オーフルトワーテル（1644年11月24日－1645年11月30日）（2度目）
- 14. レイニール・ファン・ツム（1645年11月30日－1646年10月27日）
- 15. ウィレム・フルステーヘン（1646年10月28日－1647年10月10日）
- 16. フレデリック・コイエット（1647年11月3日－1648年12月9日）
- 17. ディルク・スヌーク（1648年12月9日－1649年11月5日）
- 18. アントニオ・ファン・ブロウクホルスト（1649年11月5日－1650年10月25日）
- 19. ピーテル・ステルテミウス（1650年10月25日－1651年11月3日）

### 【1651年 - 1700年】

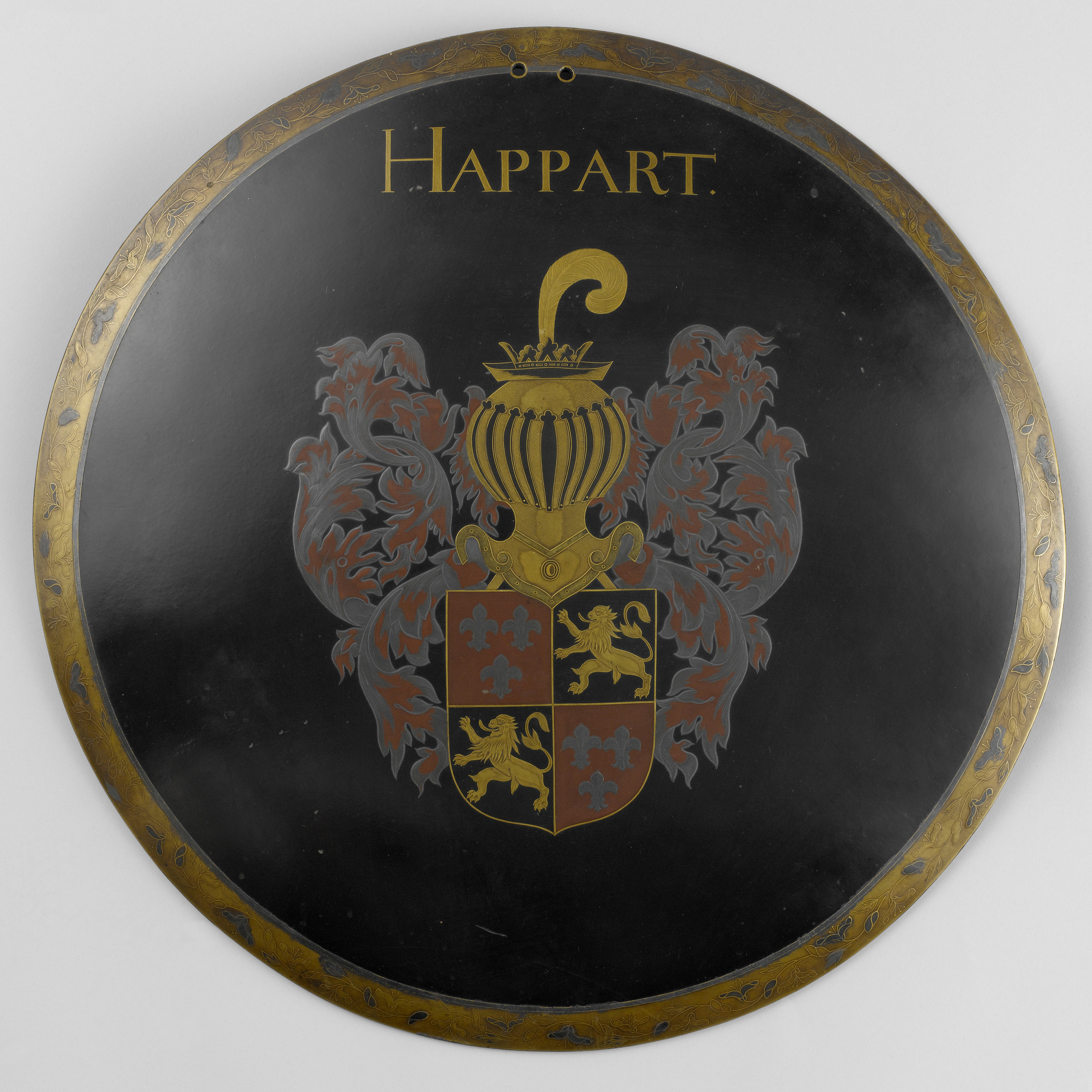
ハッパルト家紋章付漆塗盾
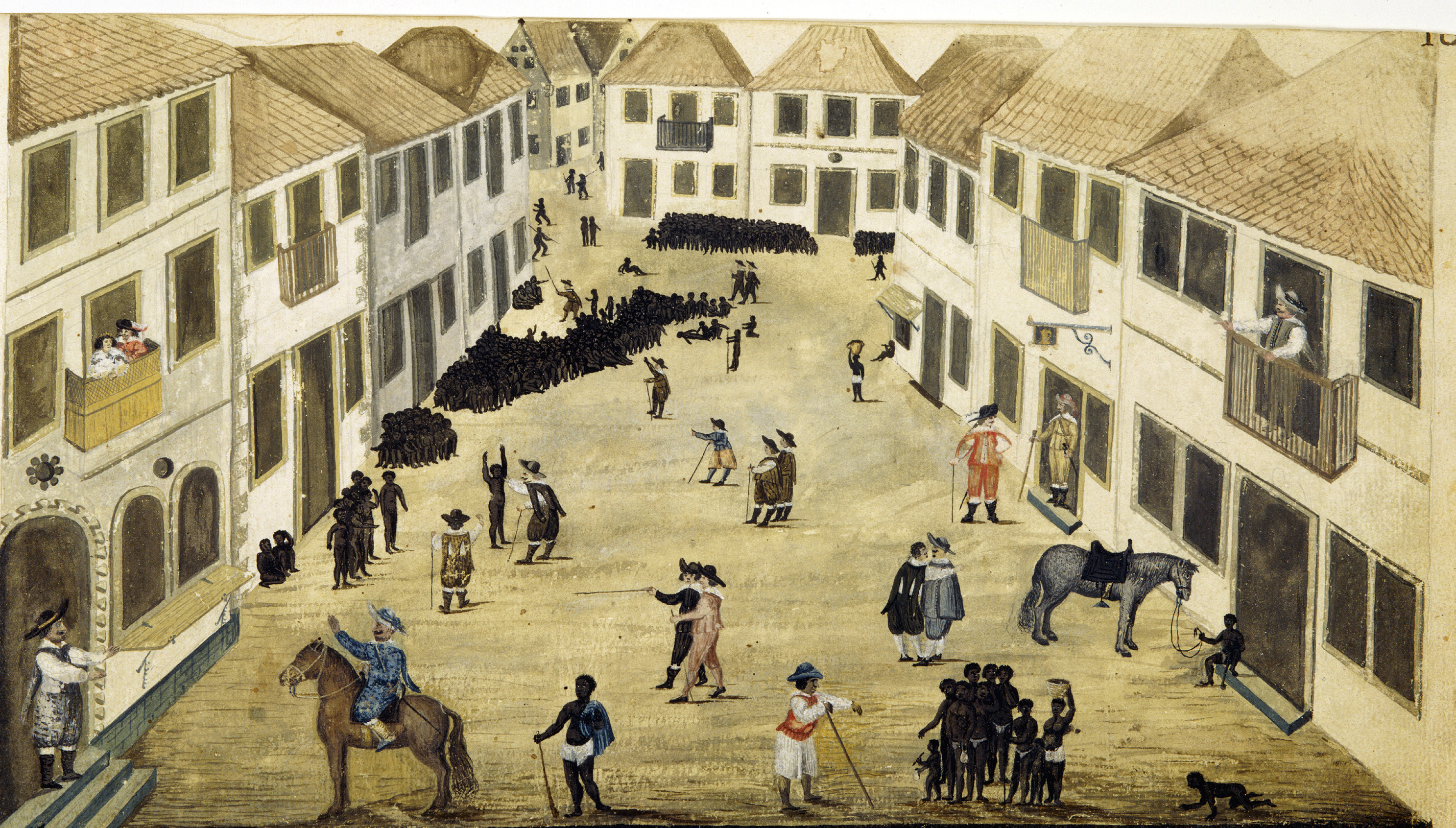
ヴァグナー著 "Thierbuch"
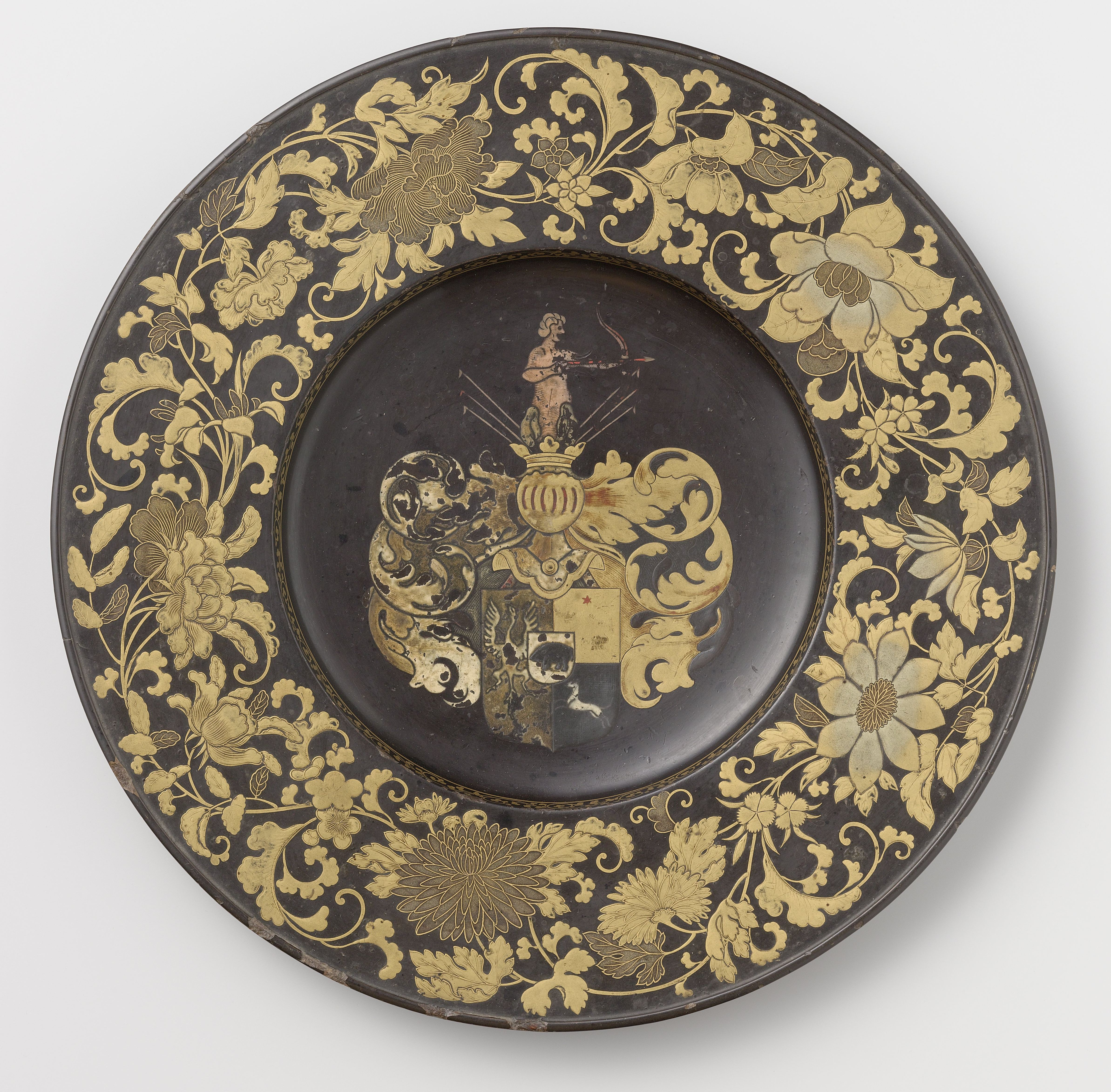
VOC取締役 J. Huydecoper van Maarsseveen紋章付漆塗金蒔絵
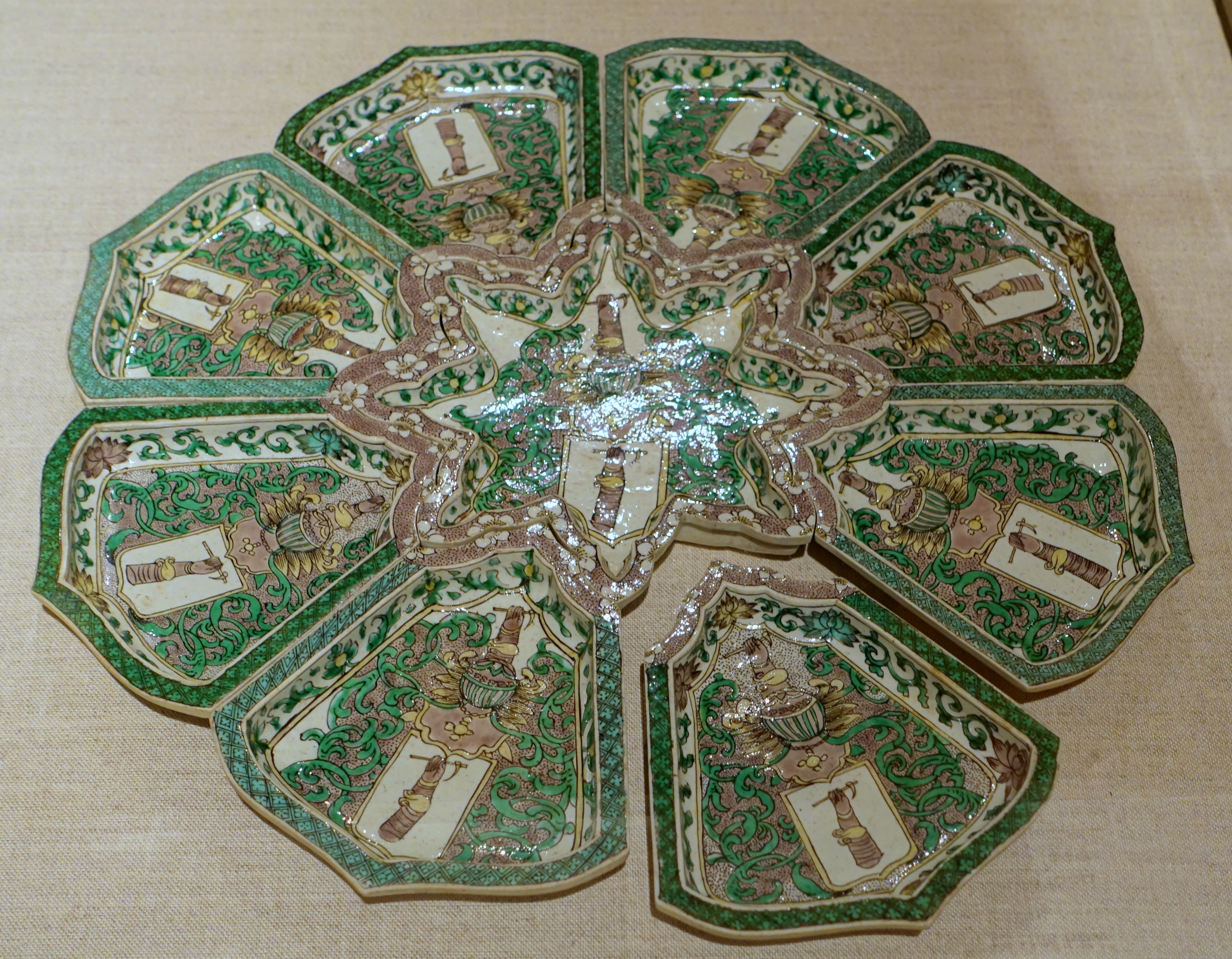
カンフフイス紋章付景徳鎮銘々皿

- 20. アドリアン・ファン・デル・ブルフ（1651年11月1日－1652年11月3日）
- 21. フレデリック・コイエット（1652年11月4日－1653年11月10日）（2度目）
- 22. ガブリエル・ハッパルト（1653年11月4日－1654年10月31日）
- 23. レオナルド・ウインニンクス（1654年10月31日－1655年10月23日）
- 24. ヨアン・ボウヘリヨン（1655年10月23日－1656年11月1日）
- 25. ツァハリアス・ヴァグナー（1656年11月1日－1657年10月27日）
- 26. ヨアン・ボウヘリヨン（1657年10月27日－1658年10月23日）（2度目）
- 27. ツァハリアス・ヴァグナー（1658年10月22日－1659年11月4日）（2度目）
- 28. ヨアン・ボウヘリヨン（1659年11月4日－1660年10月26日）（3度目）
- 29. ヘンドリック・インディヤック（1660年10月26日－1661年11月21日）
- 30. ディルク・ファン・リエル（1661年11月11日－1662年8月17日）
- 31. ヘンドリック・インディヤック（1662年8月18日－1663年10月20日）（2度目）
- 32. ウィレム・ボルガー（1663年10月20日－1664年11月7日）
- 33. ヤコブ・フルイス（1664年11月7日－1665年10月27日）
- 34. ウィレム・ボルガー（1665年10月28日－1666年10月27日）（2度目）
- 35. ダニエル・シックス（1666年10月18日－1667年11月6日）
- 36. コンスタンティン・ランスト・デ・ヨング（1667年11月6日－1668年10月25日）
- 37. ダニエル・シックス（1668年10月25日－1669年10月14日）（2度目）
- 38. フランソワ・デ・ハース（オランダ語版）[22]（1669年10月14日－1670年11月2日）
- 39. マルティヌス・シーサー（オランダ語版）（1670年11月2日－1671年11月12日）
- 40. ヨハネス・カンフフイス（1671年10月22日－1672年11月12日）
- 41. マルティヌス・シーサー（1672年11月13日－1673年10月29日）（2度目）
- 42. ヨハネス・カンフフイス（1673年10月29日－1674年10月19日）（2度目）
- 43. マルティヌス・シーサー（1674年10月20日－1675年11月7日）（3度目）
- 44. ヨハネス・カンフフイス（1675年11月7日－1676年10月27日）（3度目）
- 45. ディルク・デ・ハース[23]（1676年10月27日－1677年10月16日）
- 46. アルベルト・ブレフインク（1677年10月16日－1678年11月4日）
- 47. ディルク・デ・ハース（1678年11月4日－1679年10月24日）（2度目）
- 48. アルベルト・ブレフインク（1679年10月24日－1680年11月11日）（2度目）
- 49. イサーク・ファン・スヒンネ（英語版）（1680年11月11日－1681年10月31日）
- 50. ヘンドリック・カンジウス（1681年10月31日－1682年10月20日）
- 51. アンドレアス・クレイエル（1682年10月20日－1683年11月8日）
- 52. コンスタンティン・ランスト・デ・ヨング（1683年11月8日－1684年10月28日）（2度目）
- 53. ヘンドリック・ファン・ブイテンヘム（1684年10月25日－1685年10月7日）
- 54. アンドレアス・クレイエル（1685年10月17日－1686年11月5日）（2度目）
- 55. コンスタンティン・ランスト・デ・ヨング（1686年11月5日－1687年10月25日）（3度目）
- 56. ヘンドリック・ファン・ブイテンヘム（1687年10月25日－1688年10月13日）（2度目）
- 57. コルネリス・ファン・オウトホールン（ドイツ語版）（1688年10月13日－1689年11月1日）
- 58. バルタザール・スウェールス（1689年11月1日－1690年10月21日）
- 59. ヘンドリック・ファン・ブイテンヘム（1690年10月21日－1691年11月9日）（3度目）
- 60. コルネリス・ファン・オウトホールン（1691年11月9日－1692年10月29日）（2度目）
- 61. ヘンドリック・ファン・ブイテンヘム（1692年10月29日－1693年10月19日）（4度目）
- 62. ヘリット・デ・ヘーレ（オランダ語版）（1693年10月19日－1694年11月7日）
- 63. ヘンドリック・ディックマン（1694年11月7日－1695年10月27日）
- 64. コルネリス・ファン・オウトホールン（1695年10月27日－1696年10月15日）（3度目）
- 65. ヘンドリック・ディックマン（1696年10月15日－1697年11月3日）（2度目）
- 66. ピーテル・デ・ボス（1697年11月3日－1698年10月23日）
- 67. ヘンドリック・ディックマン（1698年10月23日－1699年10月21日）（3度目）
- 68. ピーテル・デ・ボス（1699年10月21日－1700年10月31日）（2度目）
- 69. ヘンドリック・ディックマン（1700年10月31日－1701年10月21日）（4度目）

### 【1701年 - 1750年】

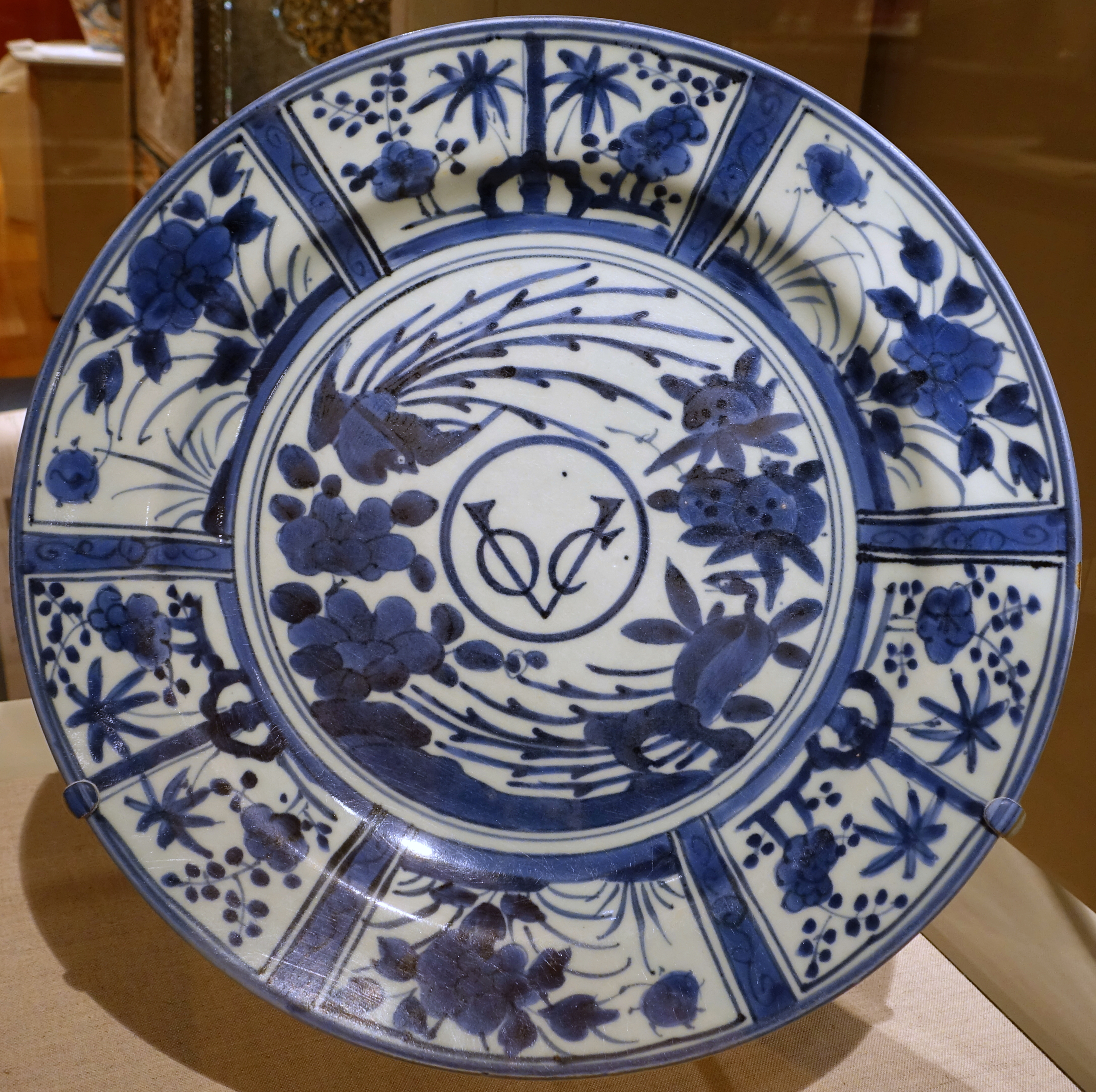
V.O.C.紋章付有田焼 [注釈 18]
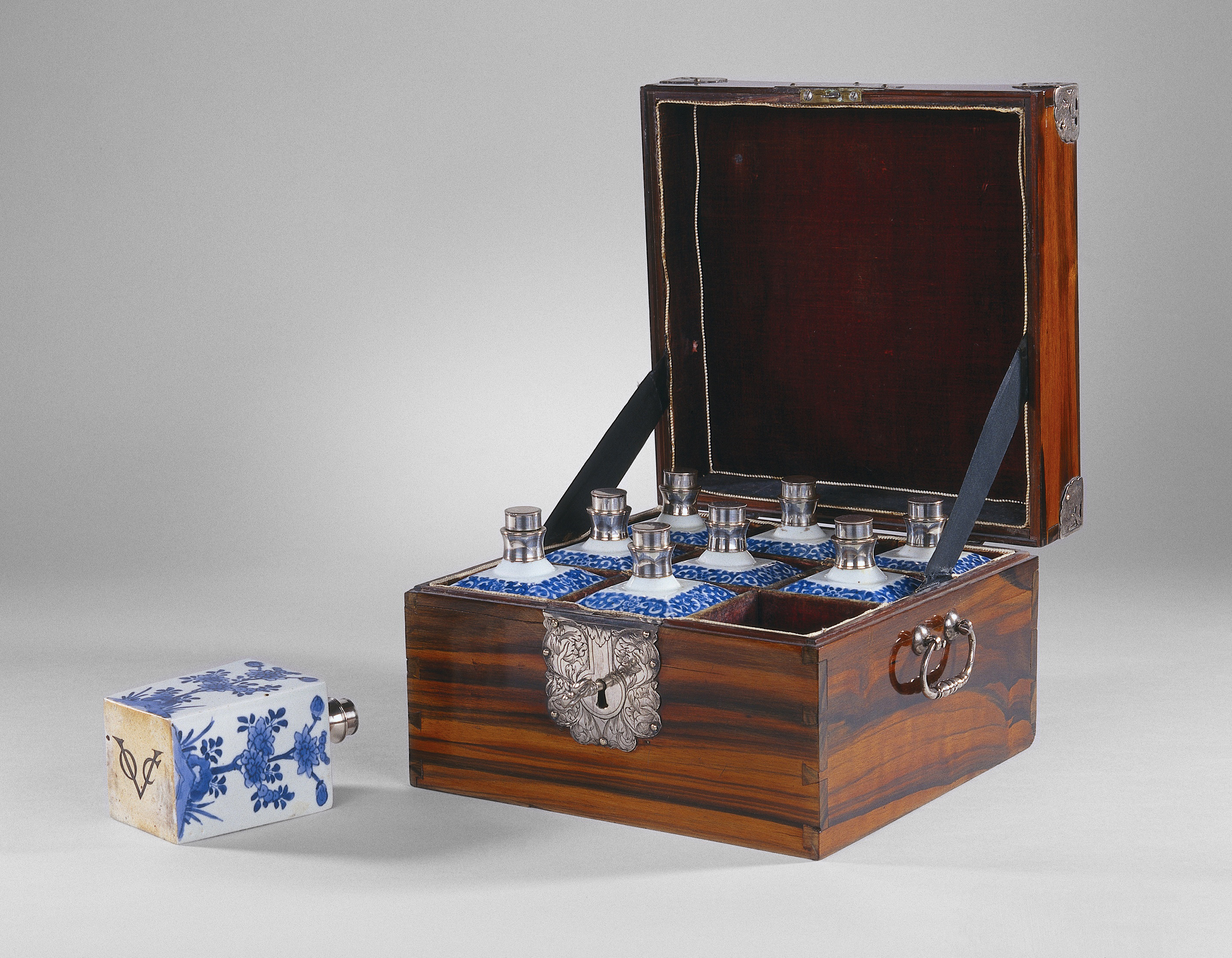
V.O.C.紋章付柿右衛門 [注釈 19]
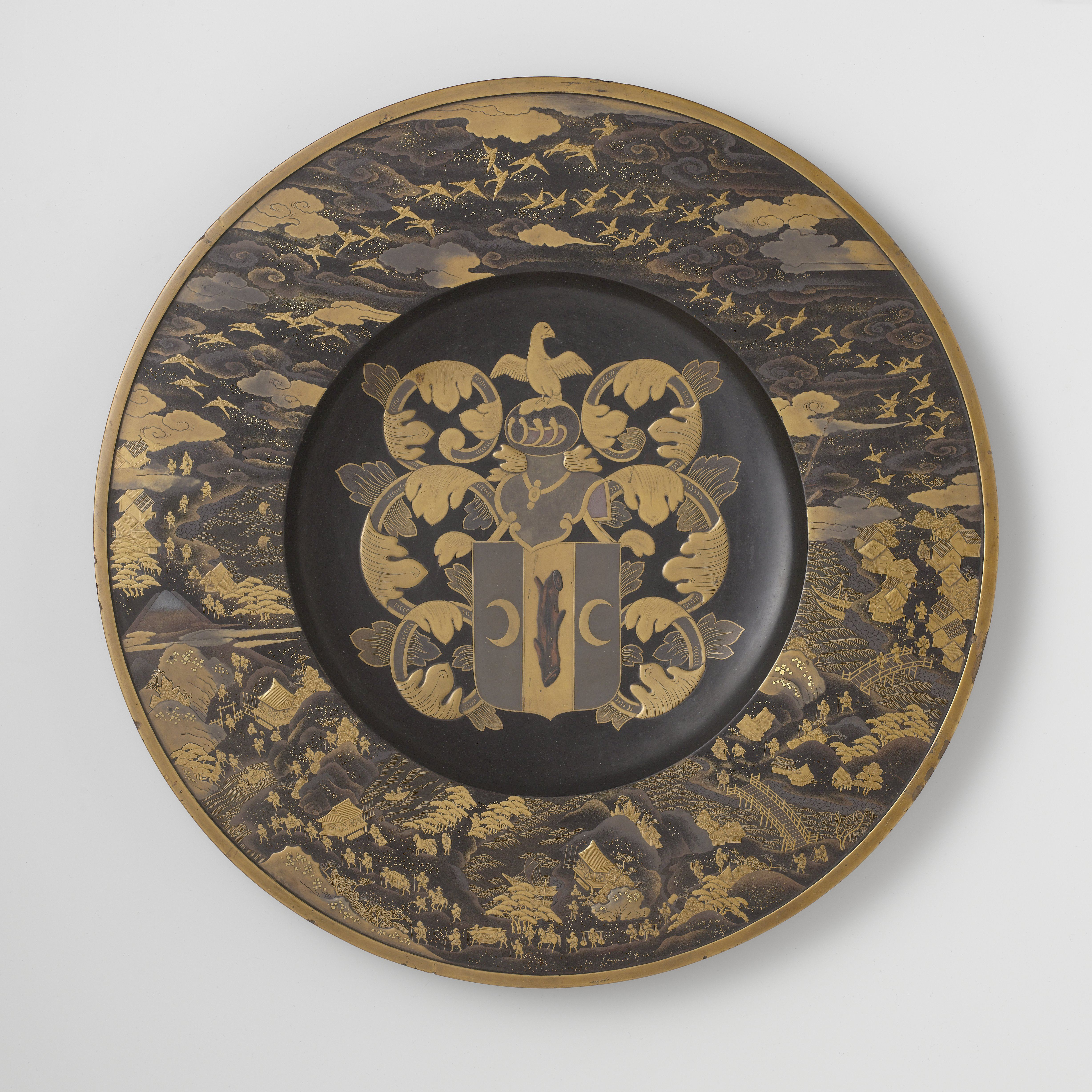
オランダ領東インド総督Adriaan Valckenier紋章付漆塗金蒔絵
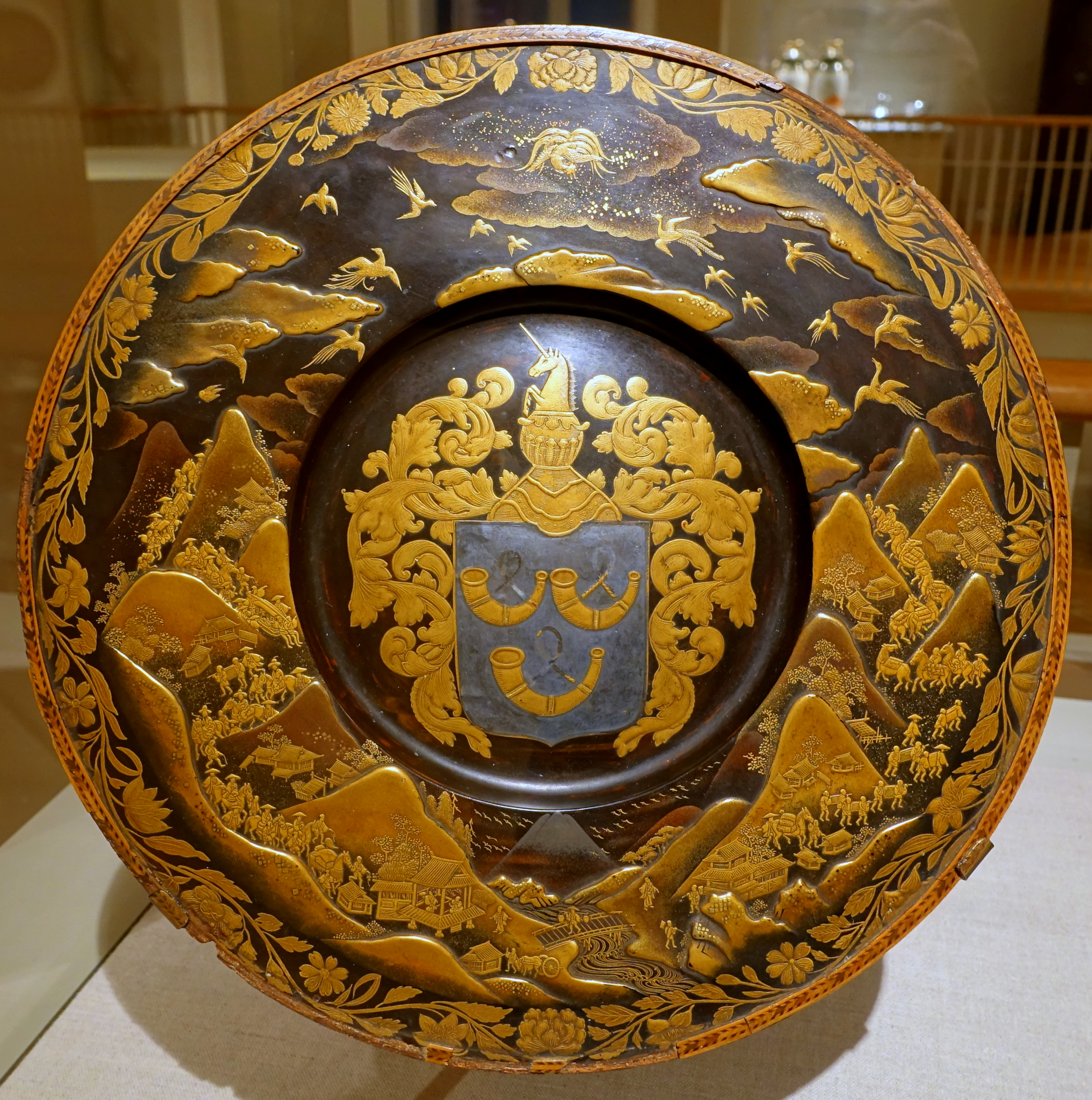
C・ファン・オウトホールン（ドイツ語版）兄[25]の紋章付漆塗高蒔絵

- 70. アブラハム・ドウグラス（1701年10月21日－1702年10月30日）
- 71. フェルディナント・デ・グロート（1702年11月9日－1703年10月30日）
- 72. ギデオン・タント（1703年10月30日－1704年10月18日）
- 73. フェルディナント・デ・グロート（1704年10月18日－1705年11月6日）（2度目）
- 74. ハルナス・メンシング（1705年11月－1706年10月）
- 75. フェルディナント・デ・グロート（1706年10月26日－1707年10月15日）（3度目）
- 76. ハルナス・メンシング（1707年10月15日－1708年11月2日）（2度目）
- 77. ヤスパー・ファン・マンスダレ（1708年11月2日－1709年10月22日）
- 78. ハルナス・メンシング（1709年10月22日－1710年11月10日）（3度目）
- 79. ニコラス・ヨアン・ファン・ホールン（1710年11月10日－1711年10月31日）
- 80. コルネリス・ラルディヨン（1711年10月31日－1712年11月7日）
- 81. ニコラス・ヨアン・ファン・ホールン（1712年11月－1713年11月）（2度目）
- 82. コルネリス・ラルディヨン（1713年11月7日－1714年10月27日）（2度目）
- 83. ニコラス・ヨアン・ファン・ホールン（1714年10月27日－1715年10月19日）（3度目）
- 84. ギデオン・ボウダエン（1715年10月19日－1716年11月3日）
- 85. ヨアン・アオウェル（1716年11月3日－1717年10月24日）
- 86. クリスティアーン・ファン・ブリベルグ（1717年10月24日－1718年10月13日）
- 87. ヨアン・アオウェル（1718年10月13日－1719年10月21日）（2度目）
- 88. クリスティアーン・ファン・ブリベルグ（1719年10月21日－1720年10月21日）（2度目）
- 89. ルーロフ・ディオダティ（オランダ語版）（1720年10月21日－1721年11月9日）
- 90. ヘンドリック・デュルファン（1721年11月9日－1722年10月）
- 91. ヘンドリック・デュルファン（1722年10月－1723年10月18日）（2度目）
- 92. ヨハネス・テンデンス（オランダ語版）（1723年10月18日－1725年10月25日）
- 93. ヨアン・デ・ハルトグ（1725年10月25日－1726年10月15日）
- 94. ピーテル・ボーケスティン（オランダ語版）（1726年10月15日－1727年11月3日）
- 95. アブラハム・ミンネドンク（1727年11月3日－1728年10月21日）
- 96. ピーテル・ボーケスティン（1728年10月21日－1729年10月12日）（2度目）
- 97. アブラハム・ミンネドンク（1729年10月12日－1730年10月31日）（2度目）
- 98. ピーテル・ボーケスティン（1730年10月31日－1732年11月7日）（3度目）
- 99. ヘンドリック・ファン・デ・ベル（1732年11月7日－1733年10月27日）
- 100. ロヒエル・デ・ラフェル[27]（1733年10月27日－1734年10月16日）
- 101. デビッド・ドリンクマン（1734年10月16日－1735年11月4日）
- 102. ベルナルドス・コーパ（1735年11月4日－1736年10月24日）
- 103. ヤン・ファン・デル・クルイッセ（1736年10月24日－1737年10月13日）
- 104. ゲラルドゥス・ベルナルデュス・ビッスヘル（1737年10月13日－1739年10月21日）
- 105. トーマス・ファン・リー（オランダ語版）（1739年10月22日－1740年11月8日）
- 106. ヤコブ・ファン・デル・ワエイエン（1740年11月9日－1741年10月28日）
- 107. トーマス・ファン・リー（1741年10月29日－1742年10月17日）（2度目）
- 108. ヤコブ・ファン・デル・ワエイエン（1742年10月17日－1743年11月9日）（2度目）
- 109. デビッド・ブロウウェル（1743年11月5日－1744年11月1日）
- 110. ヤコブ・ファン・デル・ワエイエン（1744年11月2日－1745年12月28日）（3度目）
- 111. ヤン・ロウイス・デ・ウィン（1745年12月30日－1746年11月2日）
- 112. ヤコブ・バルデ（1746年11月3日－1747年10月25日）
- 113. ヤン・ロウイス・デ・ウィン（1747年10月28日－1748年11月11日）（2度目）
- 114. ヤコブ・バルデ（1748年11月12日－1749年12月8日）（2度目）
- 115. ヘンドリック・ファン・ホモエド（1749年12月8日－1750年12月24日）
- 116. アブラハム・ファン・スフテレン（オランダ語版）（1750年12月25日－1751年11月18日）

### 【1751年 - 1800年】

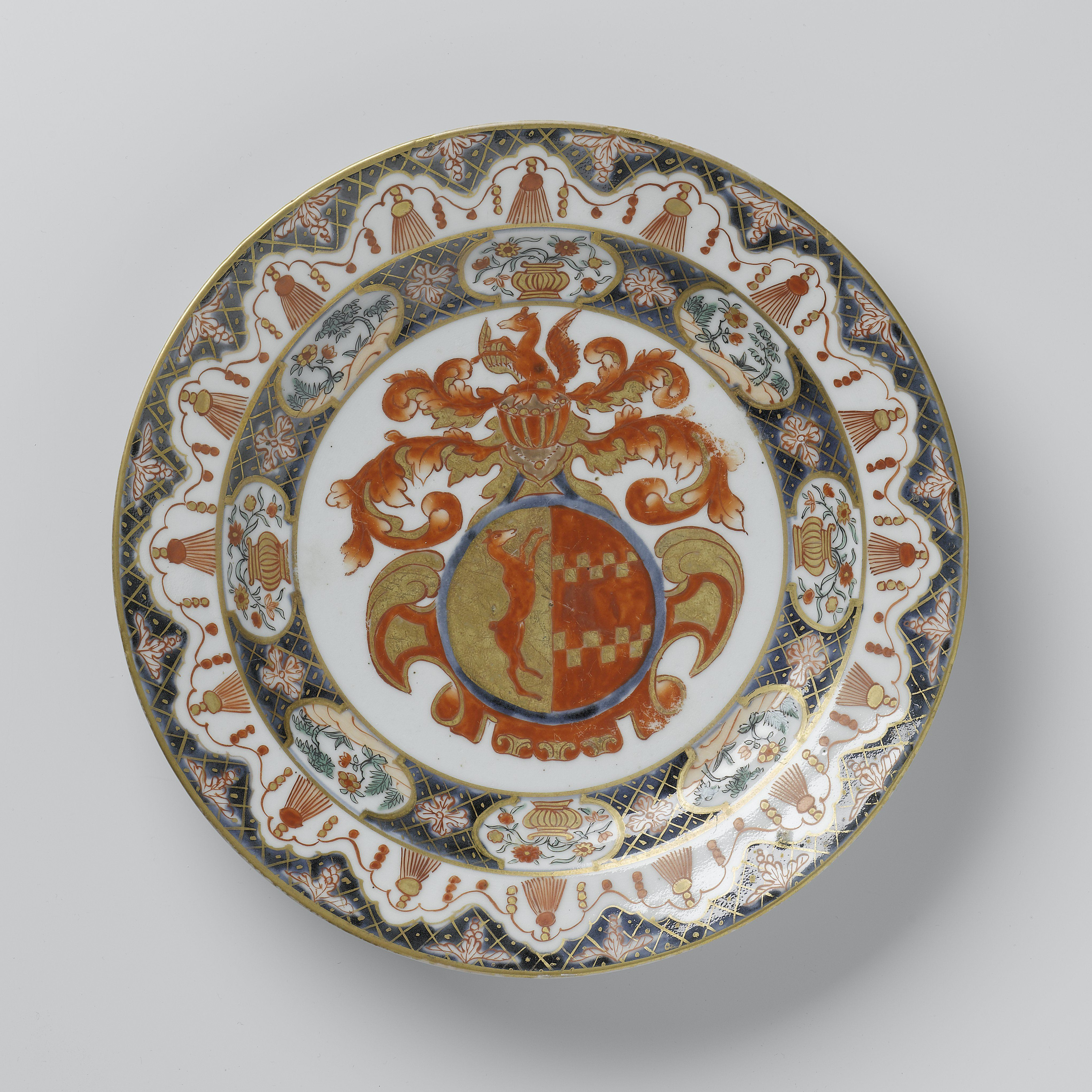
Van Buren紋章付伊万里焼
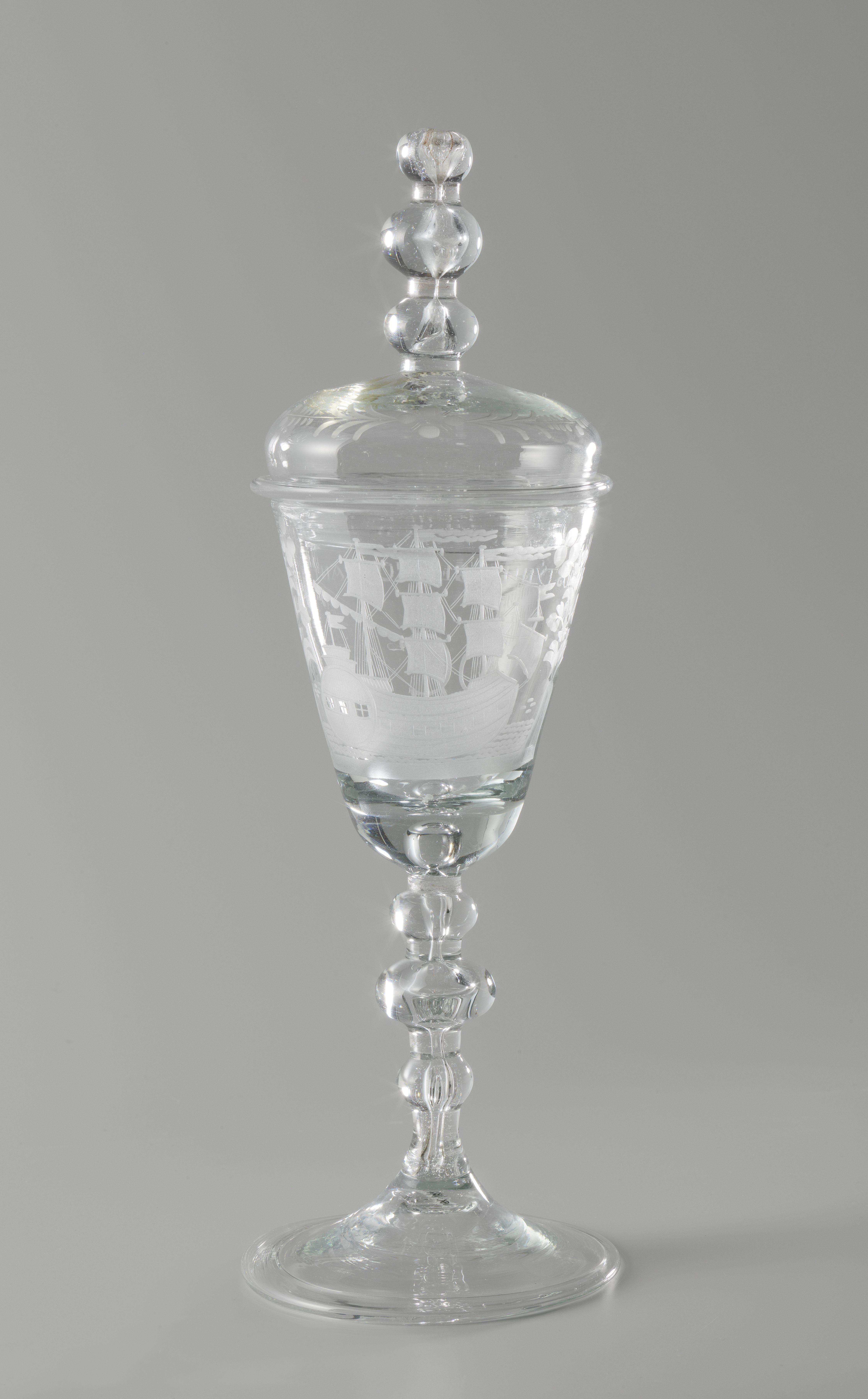
ぼかある『蘭説弁惑』図示 大槻玄沢 寛政11年 3本マスト船・VOC紋章
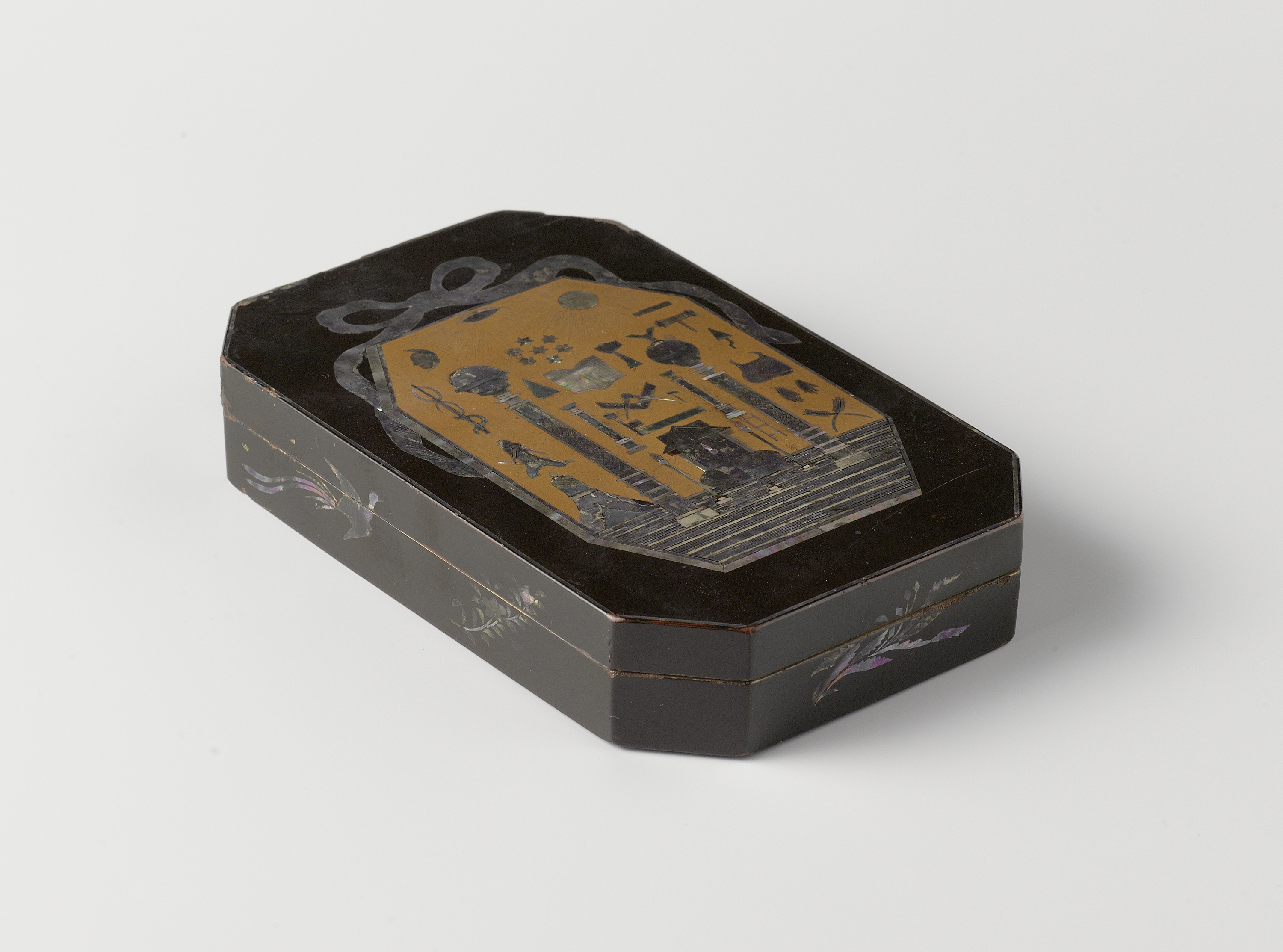
フリーメーソンシンボルの螺鈿細工を施した漆塗
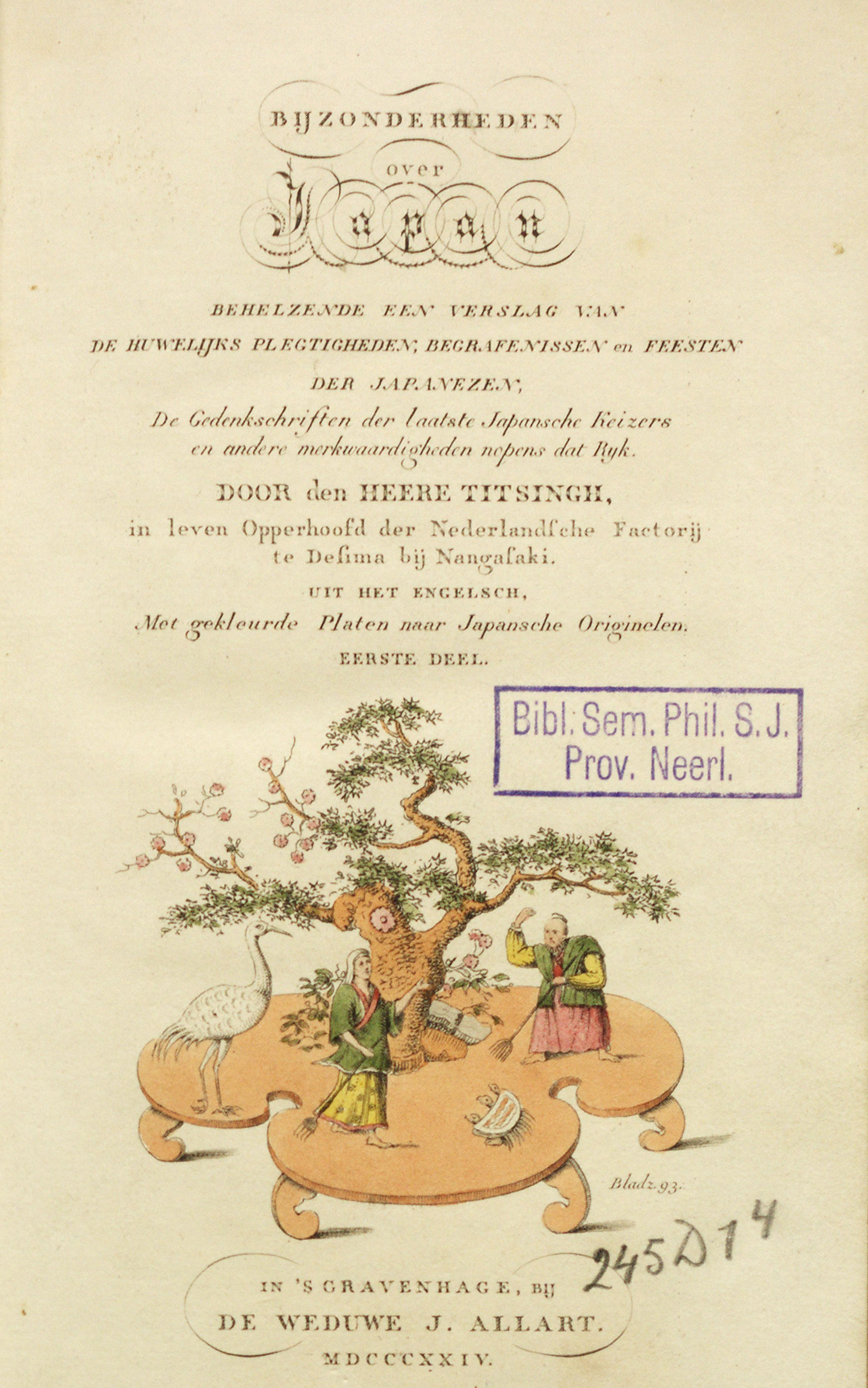
"Bijzonderheden over Japan" ティチング1824年

- 117. ヘンドリック・ファン・ホモエド（1751年11月19日－1752年12月5日）（2度目）
- 118. ダフィット・ボエレン[32]（1752年12月6日－1753年10月15日）
- 119. ヘンドリック・ファン・ホモエド（1753年10月16日－1754年11月3日）（3度目）
- 120. ダフィット・ボエレン（1754年11月4日－1755年10月25日）（2度目）
- 121. ハーバート・ベルメウレン（1755年10月25日－1756年10月12日）
- 122. ダフィット・ボエレン（1756年10月13日－1757年10月31日）（3度目）
- 123. ハーバート・ベルメウレン（1757年11月1日－1758年11月11日）（2度目）
- 124. ヨハネス・レイノウトス（1758年11月12日－1760年11月11日）
- 125. マーティン・フイスホールン（1760年11月12日－1761年10月30日）
- 126. ヨハネス・レイノウトス（1761年10月31日－1762年12月2日）（2度目）
- 127. フレドリック・ウィレム・ウィネケ（1762年12月3日－1763年11月6日）
- 128. ヤン・クランス[33]（1763年11月7日－1764年10月24日）
- 129. フレドリック・ウィレム・ウィネケ（1764年10月25日－1765年11月7日）（2度目）
- 130. ヤン・クランス（1765年11月8日－1766年10月31日）（2度目）
- 131. ヘルマン・クリスティアーン・カステンス（1766年11月1日－1767年10月20日）
- 132. ヤン・クランス（1767年10月21日－1769年11月8日）（3度目）
- 133. オルフェルト・エリアス（1769年11月9日－1770年11月16日）
- 134. ダニエル・アーメナウルト（1770年11月17日－1771年11月9日）
- 135. アレント・ウィレム・フェイト（1771年11月10日－1772年11月3日）
- 136. ダニエル・アーメナウルト（1772年11月4日－1773年11月22日）（2度目）
- 137. アレント・ウィレム・フェイト（1773年11月23日－1774年11月10日）（2度目）
- 138. ダニエル・アーメナウルト（1774年11月11日－1775年10月28日）（3度目）
- 139. アレント・ウィレム・フェイト（1775年10月28日－1776年11月22日）（3度目）
- 140. ヘンドリック・ホットフリート・デゥールコープ（オランダ語版）（1776年11月23日－1777年11月11日）
- 141. アレント・ウィレム・フェイト（1777年11月12日－1779年11月28日）（4度目）
- 142. イサーク・ティチング（1779年11月29日－1780年11月5日）
  - 著書『オランダ商館長の見た日本：ティツィング往復書翰集』 横山伊徳 編 吉川弘文館、2005年
  - 『日本王代一覧』を仏語訳 "Annales des Empereurs du Japon, traduites" パリ 1834年[34]
- 143. アレント・ウィレム・フェイト（1780年11月6日－1781年11月23日）（5度目）
- 144. イサーク・ティチング（1781年11月24日－1783年10月26日）（2度目）
- 145. ヘンドリック・カスペル・ロンベルフ（英語版）（1783年10月27日－1784年8月）
- 146. イサーク・ティチング（1784年8月－1784年11月30日）（3度目）
- 147. ヘンドリック・カスペル・ロンベルフ（1784年12月1日－1785年11月21日）（2度目）
- 148. レーデ・トゥット・デ・パルケラール男爵ヨハン・フレデリック（1785年11月22日－1786年11月20日）[35]
- 149. ヘンドリック・カスペル・ロンベルフ（1786年11月21日－1787年11月30日）（3度目）
- 150. レーデ・トゥット・デ・パルケラール男爵ヨハン・フレデリック（1787年12月1日－1789年8月1日）（2度目）
- 151. ヘンドリック・カスペル・ロンベルフ（1789年8月1日－1790年11月13日）（4度目）
- 152. ピーテルス・セオドルス・シャッセ（英語版）（1790年11月13日－1792年11月13日）
- 153. ヘイスベルト・ヘンミー（1792年11月13日－1798年7月8日）
- 154. レオポルド・ウィレム・ラス（英語版）（1798年7月8日－1800年7月17日）

### 【1801年 - 1860年】

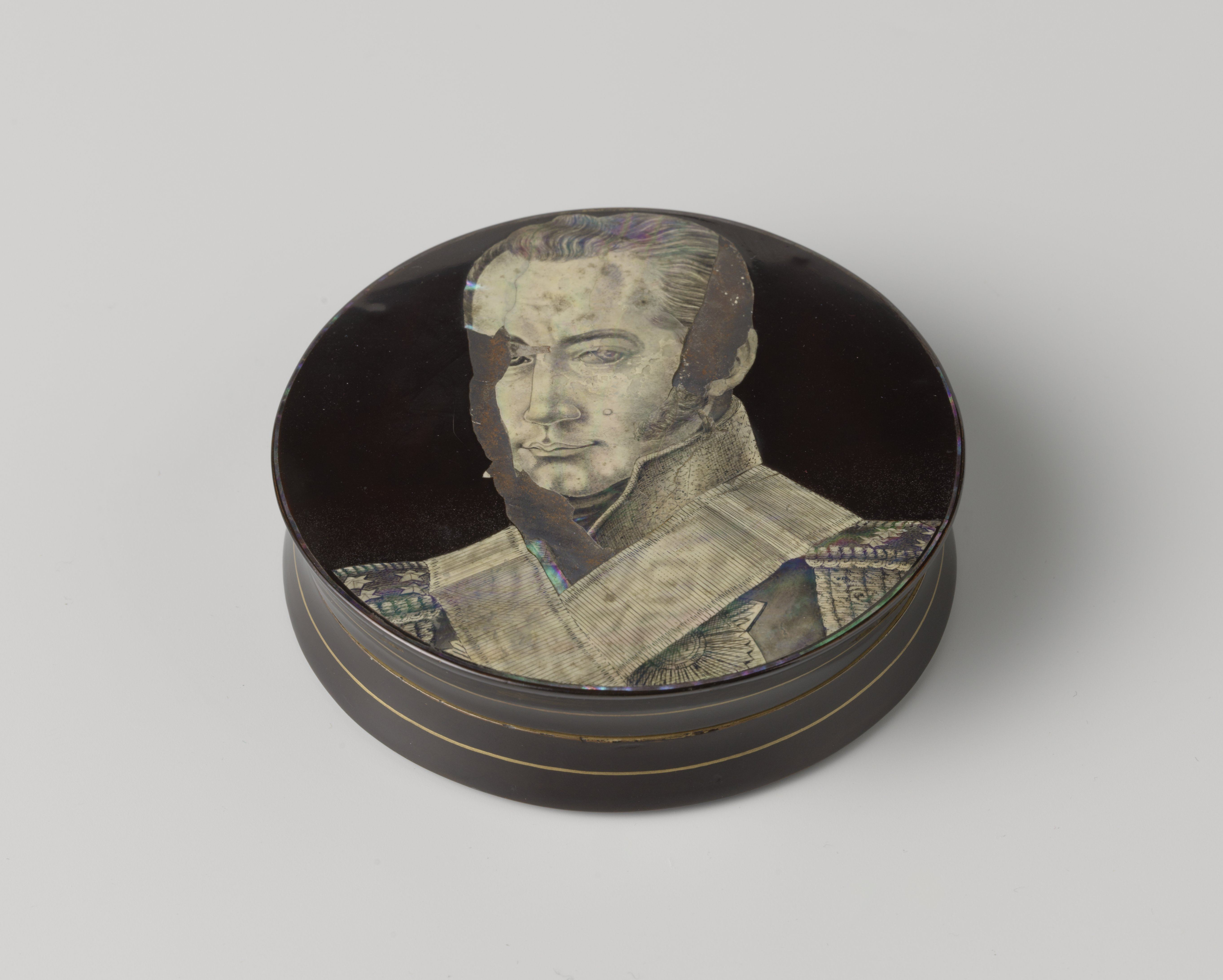
オランダ領東インド総督カぺレン男爵（オランダ語版）肖像画付黒漆塗小筥
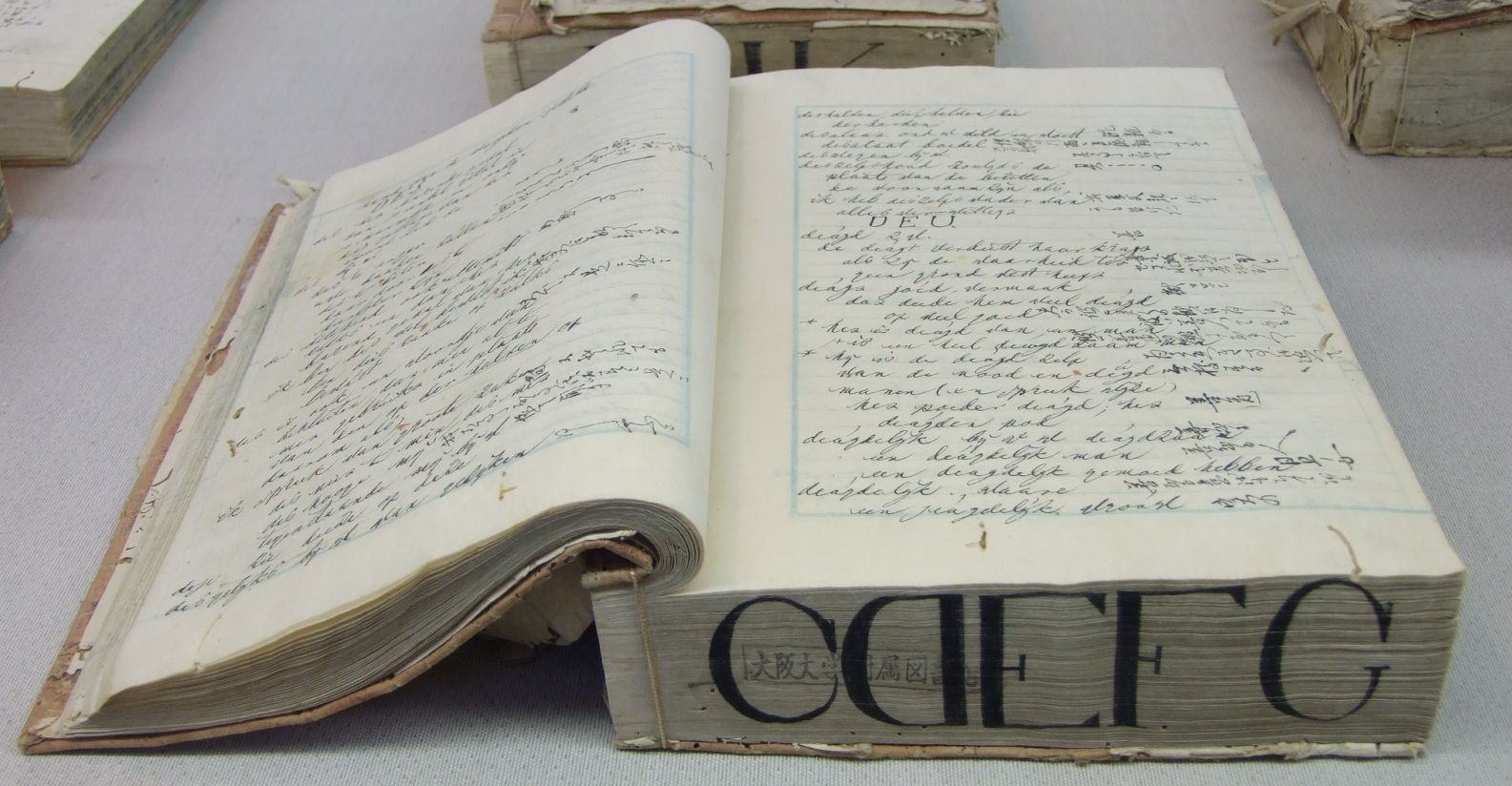
ドゥーフ・ハルマ
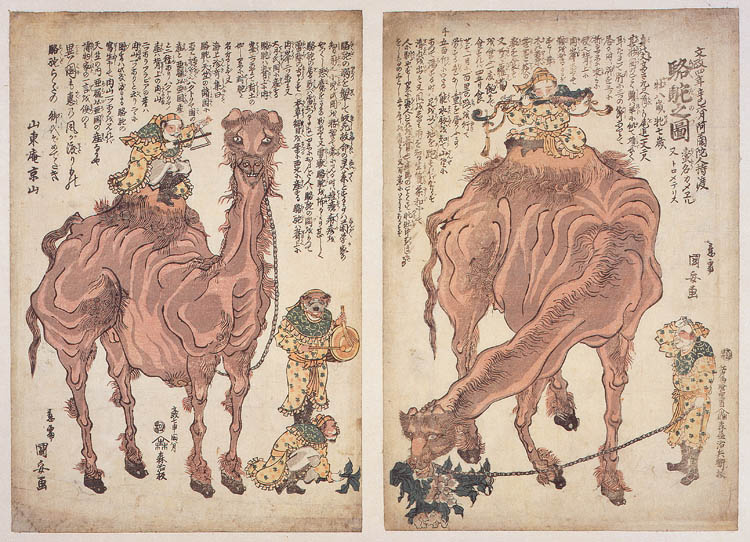
阿蘭陀人持渡駱駝之圖 [37][注釈 20]
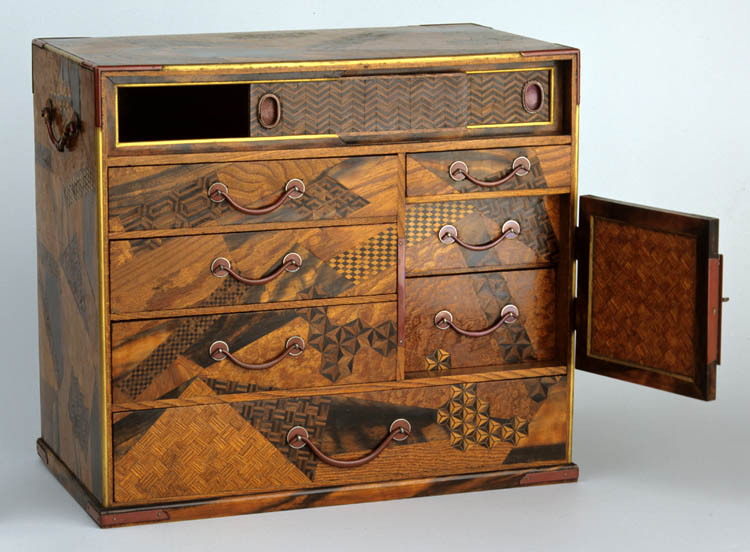
コック・ブロンホフが持ち帰った箱根寄木細工

- 155. ウィレム・ワルデナール（1800年7月16日－1803年11月4日）
- 156. ヘンドリック・ドゥーフ（1803年11月14日－1817年12月6日）
  - 著書『オランダ獅子勲章（オランダ語版）を賜りし出島の元商館長ヘンドリック・ドゥーフの日本回想録』 永積洋子訳 <第3期新異国叢書10> 雄松堂出版 2003年
- 157. ヤン・コック・ブロンホフ（1817年12月6日－1823年11月20日）
- 158. ヨハン・ウィレム・デ・スチューレル（オランダ語版）（1823年11月20日－1826年8月5日）
- 159. ヘルマン・フェリックス・メイラン（1826年8月4日－1830年8月5日）
  - 著書『メイラン 日本』 庄司三男訳 <第3期新異国叢書1> 雄松堂出版 2002年
- 160. ヤン・ヴィレム・フレデリック・ファン・シッタース（1830年11月1日－1834年11月30日）[40][注釈 21]
- 161. ヨハネス・エルデウィン・ニーマン（1834年12月1日－1838年11月17日）
- 162. エドゥアルド・グランディソン（英語版）（1838年11月18日－1842年11月）
- 163. ピーター・アルバート・ビック（1842年11月－1845年10月31日）[42]
- 164. ヨセフ・ヘンリー・レフィスゾーン（1845年11月1日－1850年10月31日）
  - 著書『レフィスゾーン江戸参府日記』 片桐一男訳 <第3期新異国叢書6> 雄松堂出版 2003年
- 165. フレデリック・コルネリス・ローズ（1850年11月1日－1852年10月31日）[43]
- 166. ヤン・ドンケル・クルティウス（1852年11月2日－1860年2月28日）

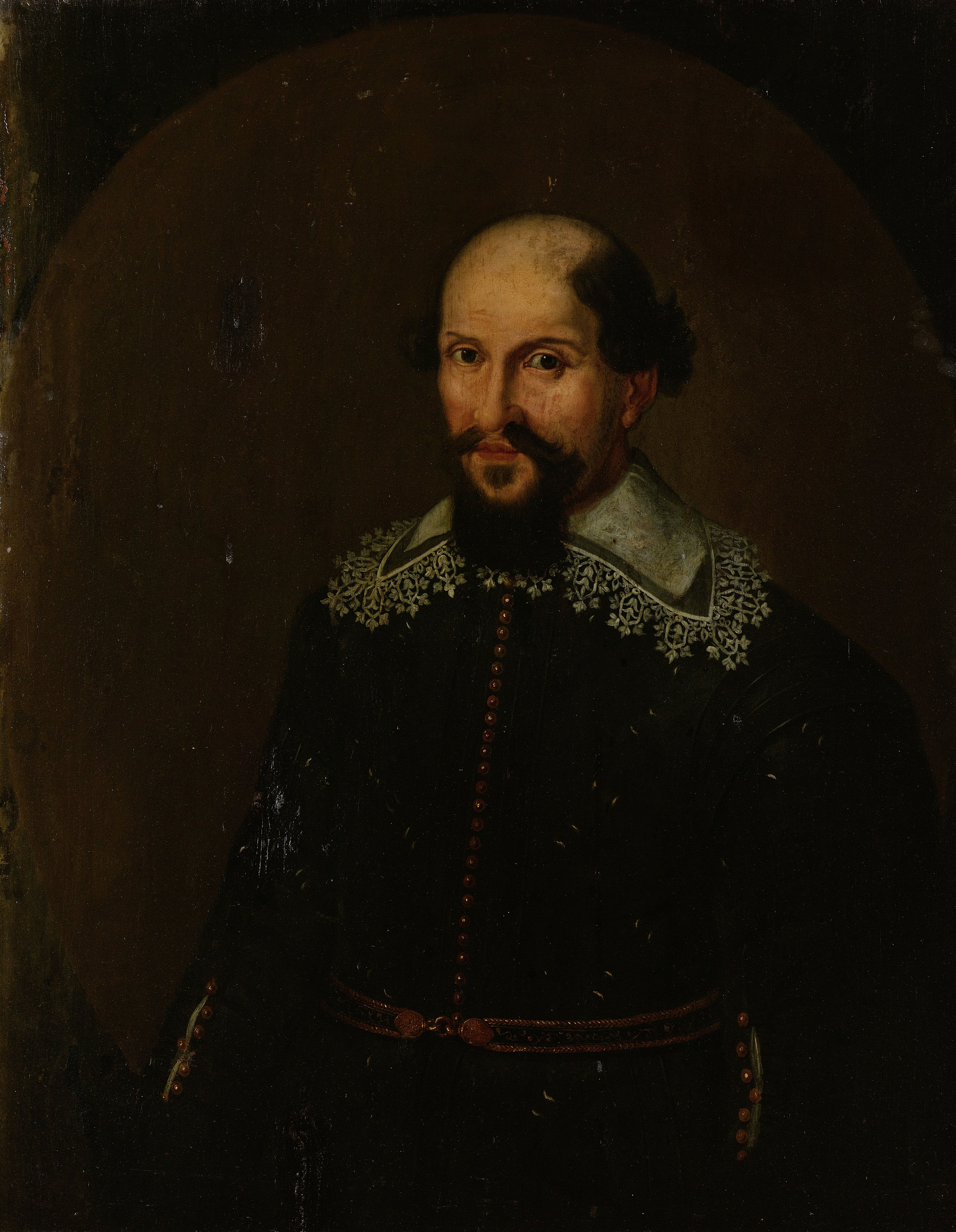
ヤックス・スペックス
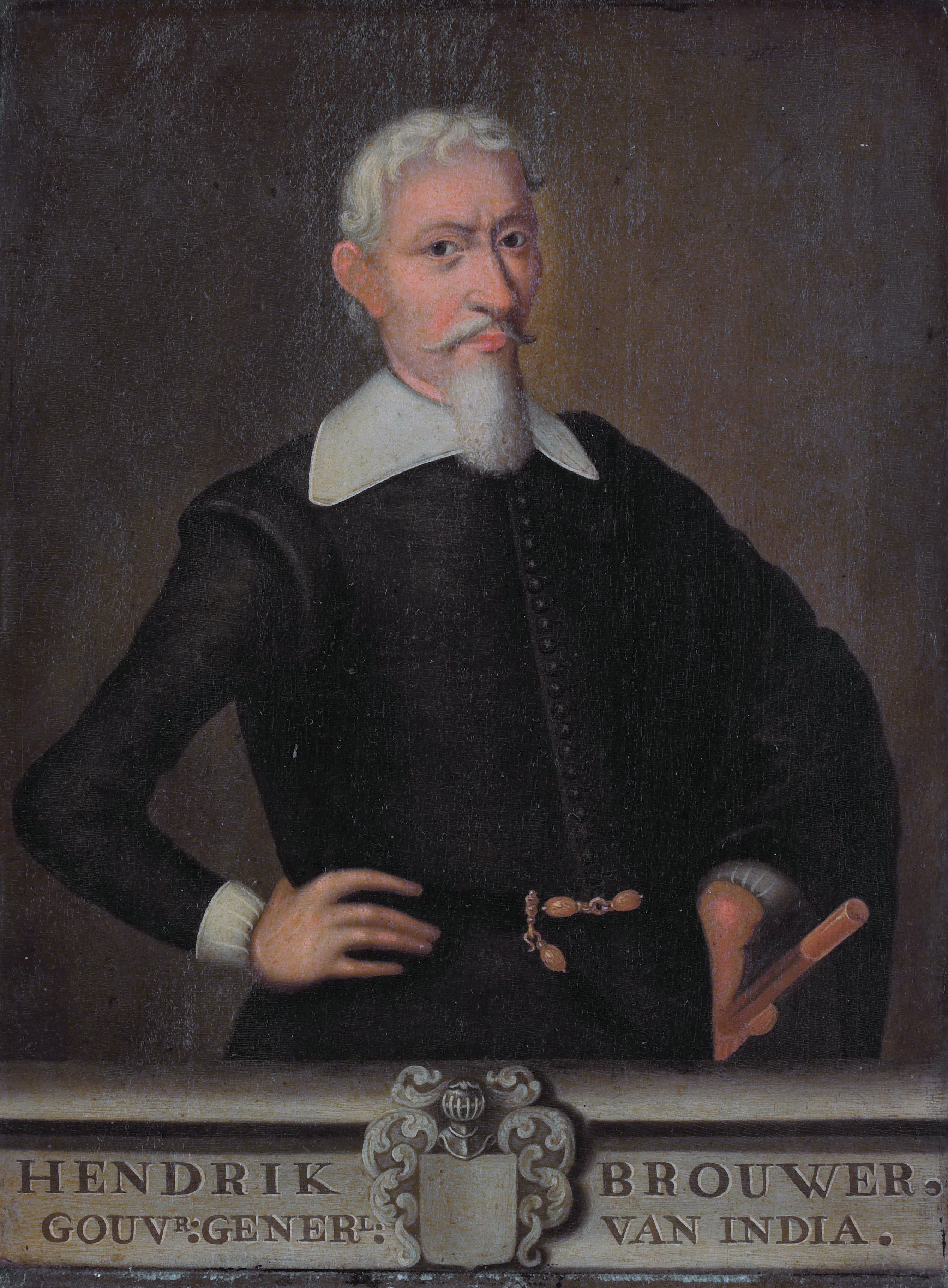
ヘンドリック・ブラウエル
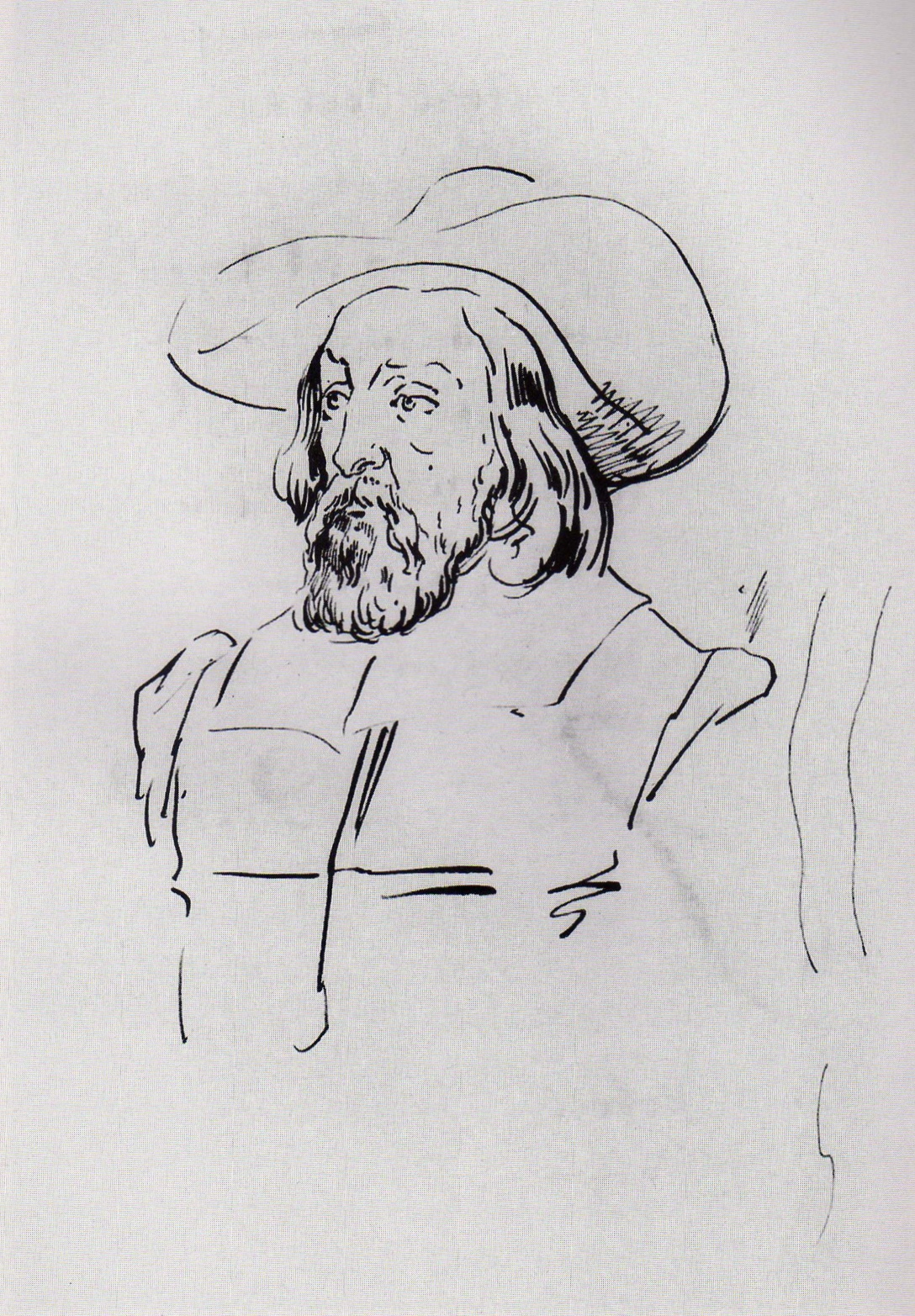
ピーテル・アントニスゾーン・オーフルトワーテル
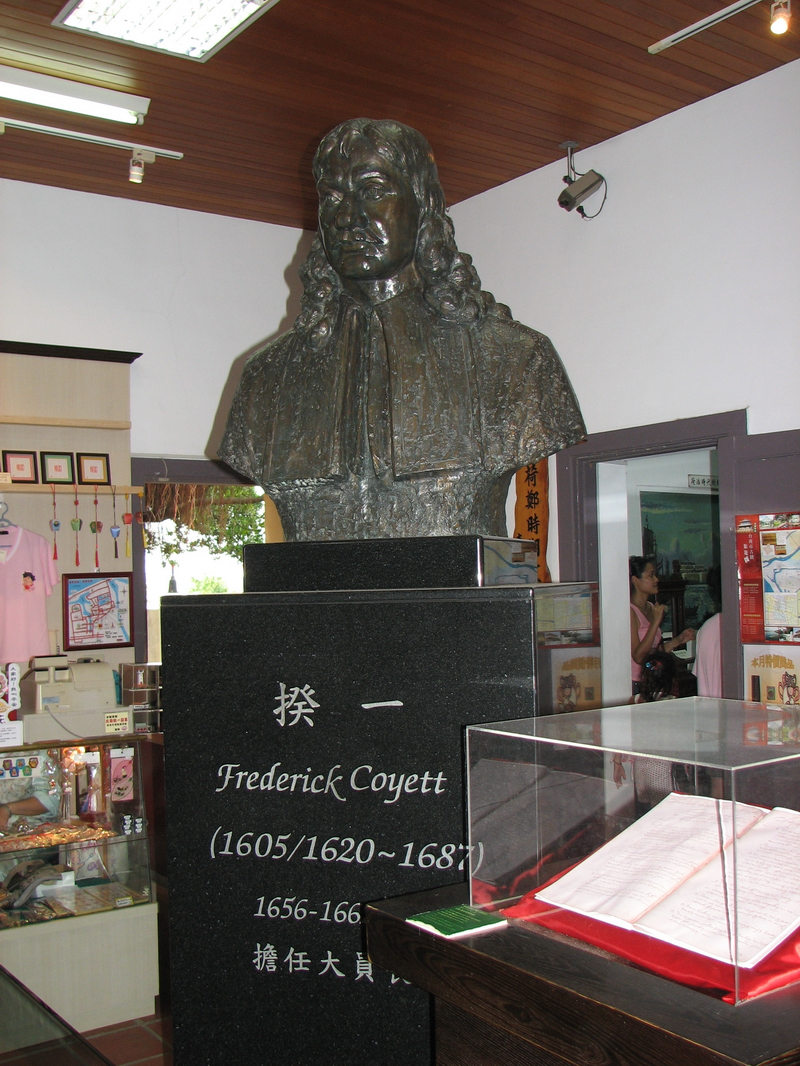
フレデリック・コイエット
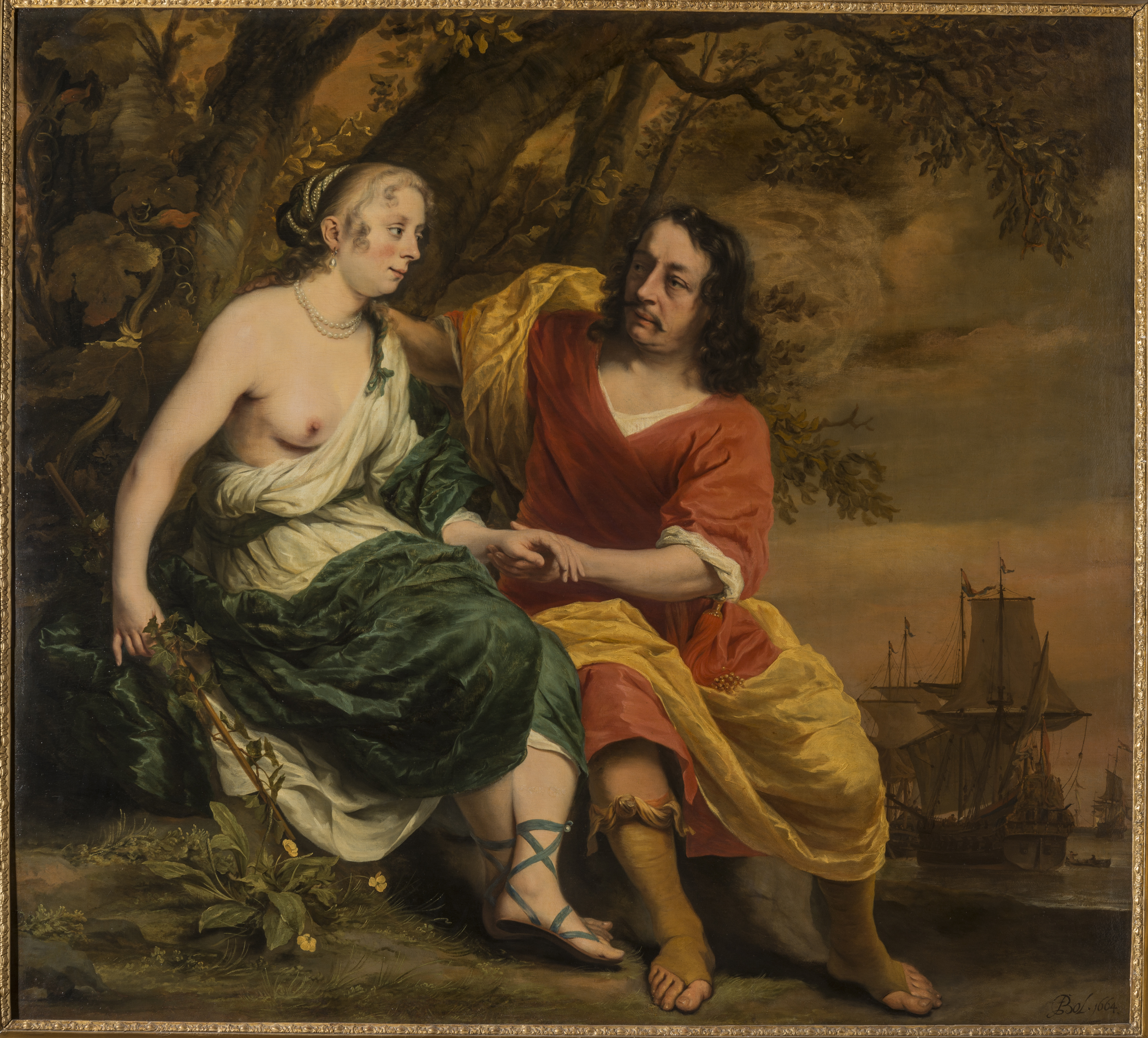
レオナルド・ウインニンクス夫妻婚礼画
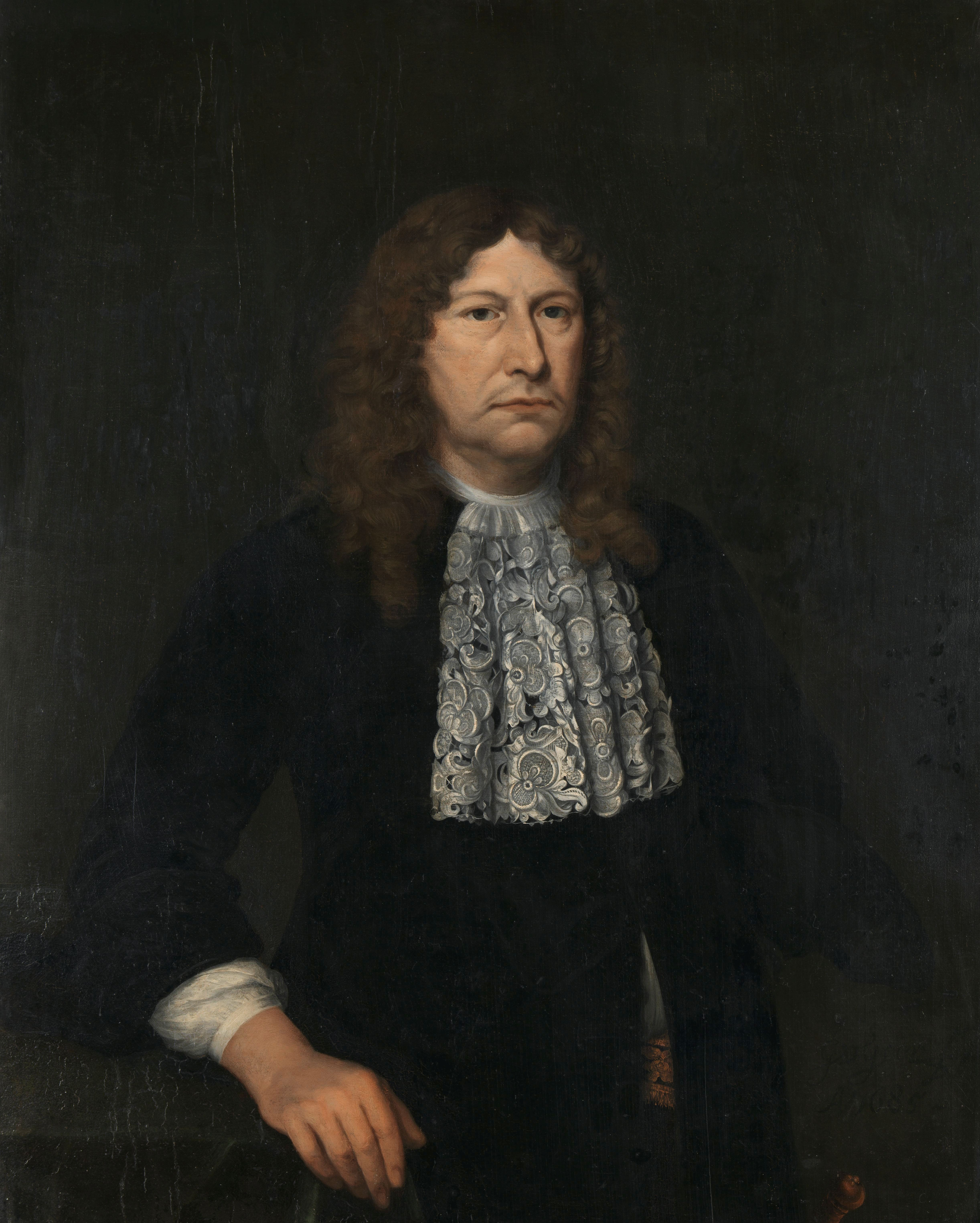
ヨハネス・カンフフイス
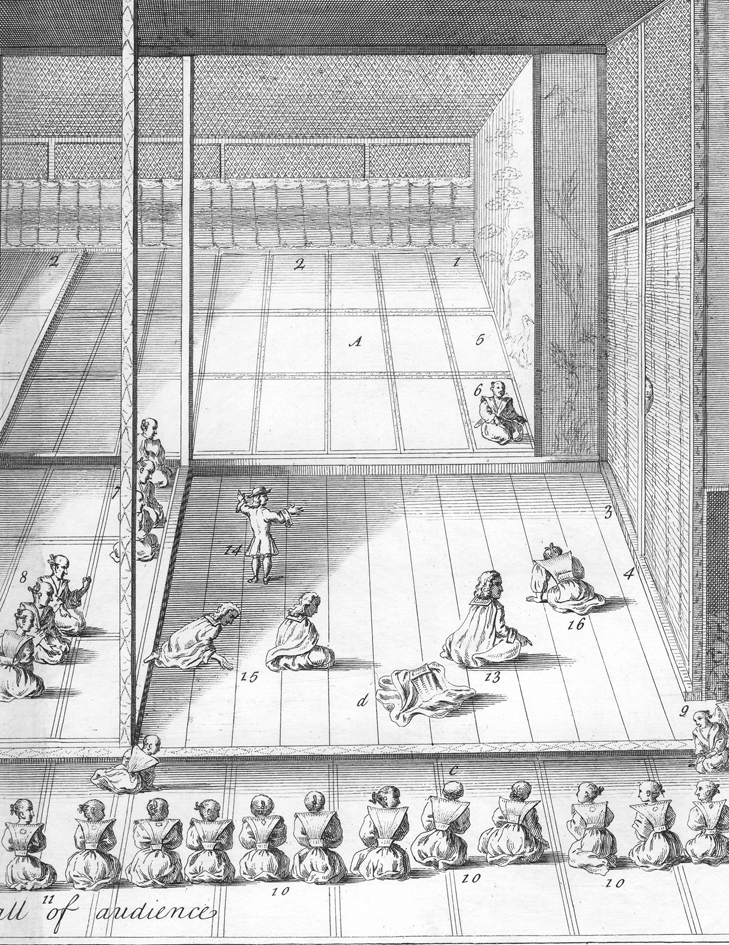
コルネリス・ファン・オウトホールン（ドイツ語版）（№13の人物）
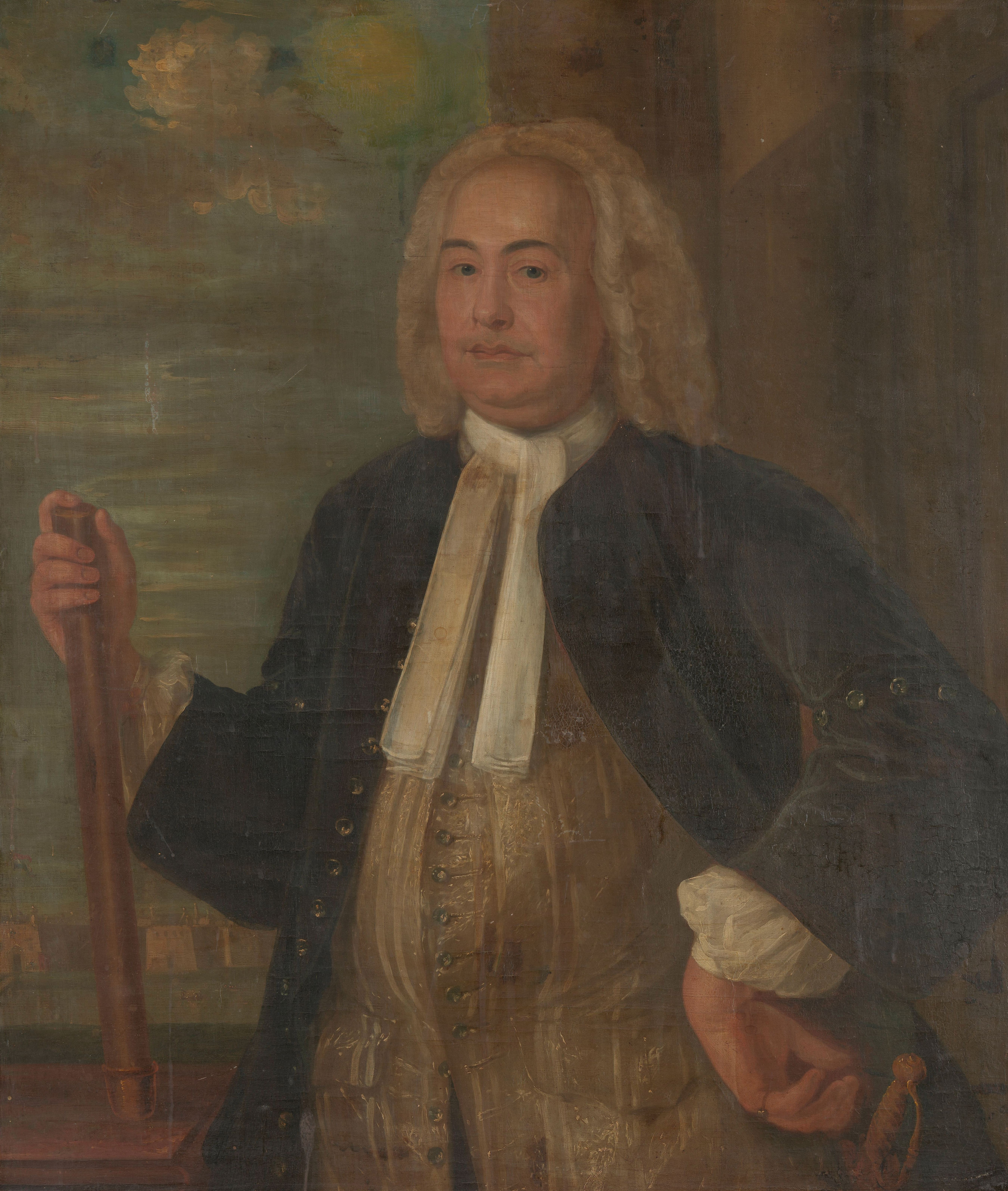
ヨハネス・テンデンス（オランダ語版）
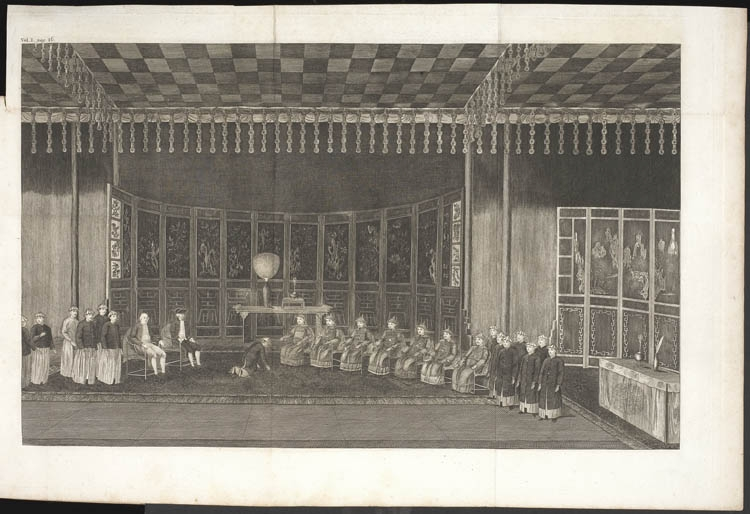
イサーク・チチング（着席者左から2番目）
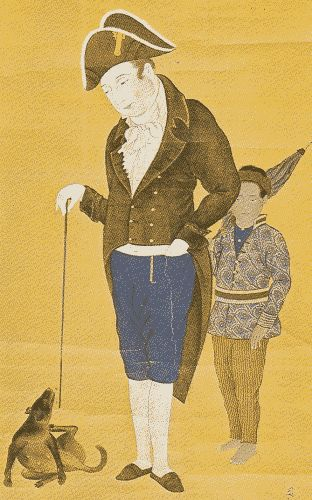
ヘンドリック・ドゥーフ
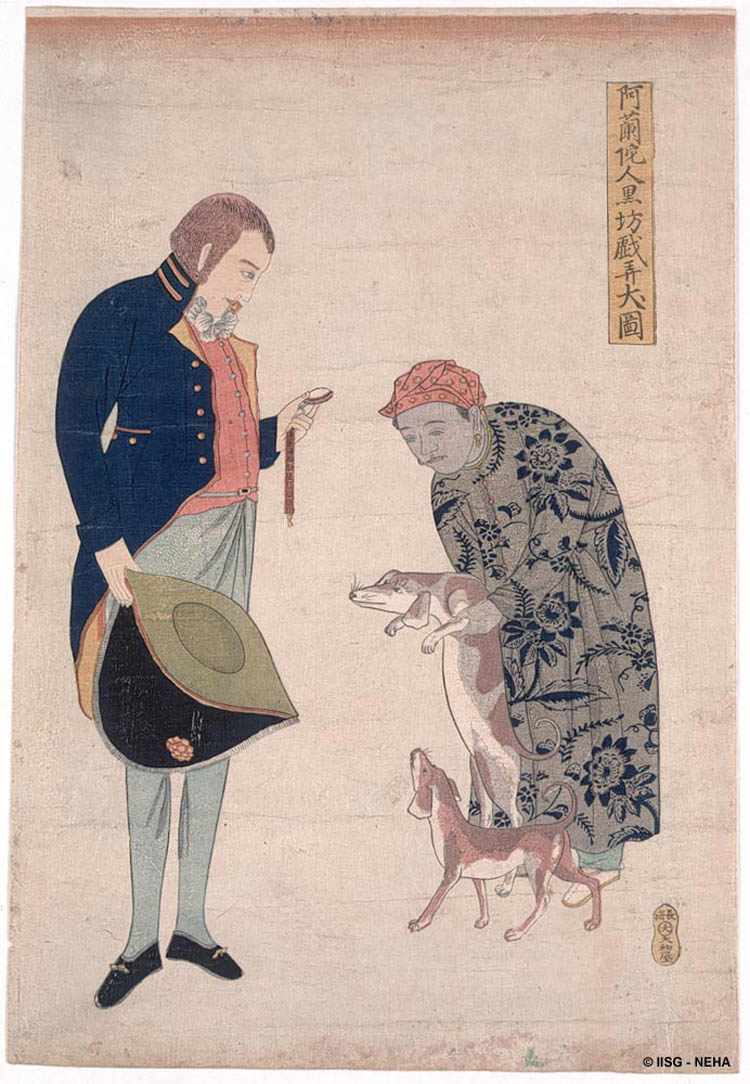
ヤン・コック・ブロンホフ
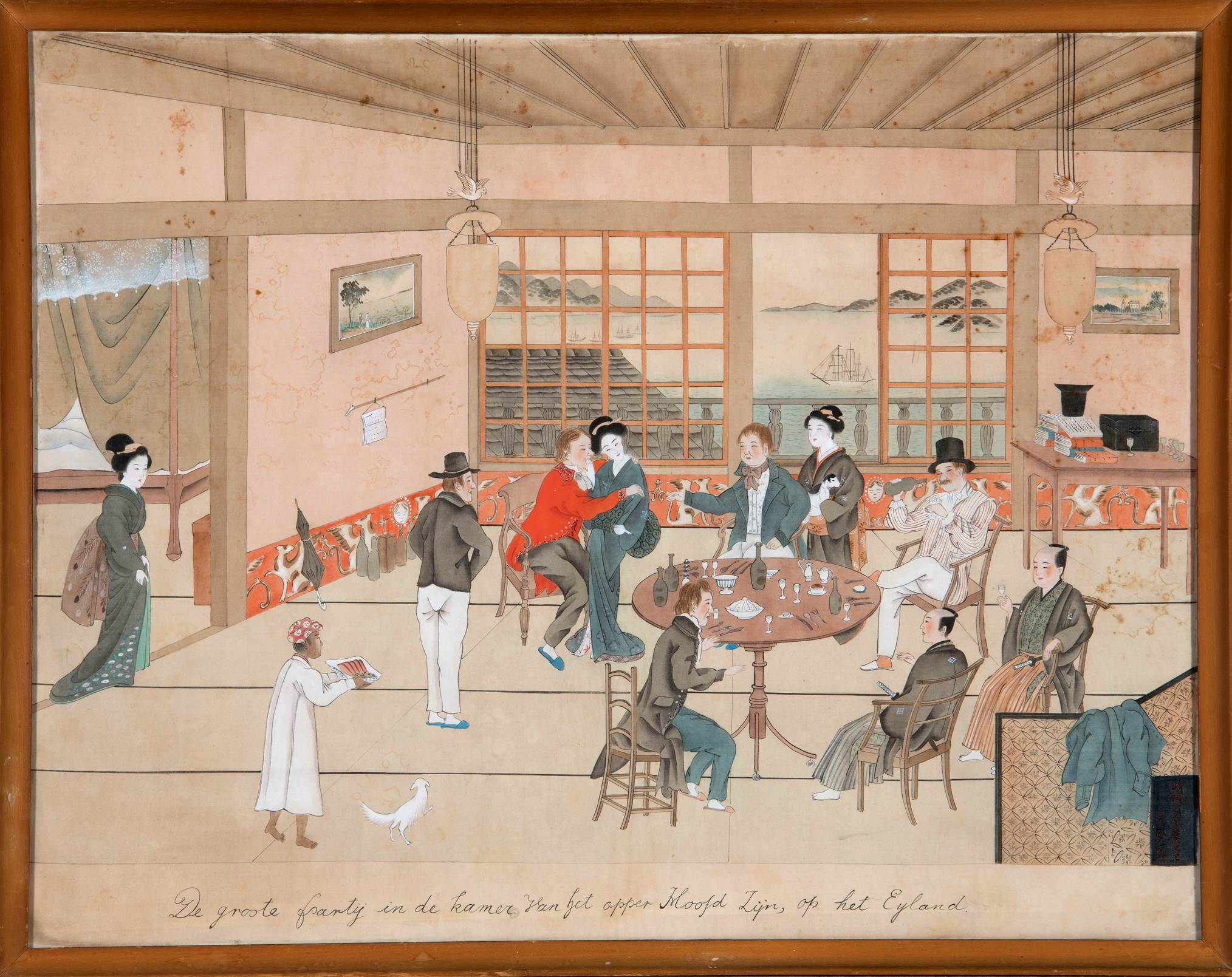
ヨハン・ウィレム・デ・スチューレル（オランダ語版）（着席者中央）
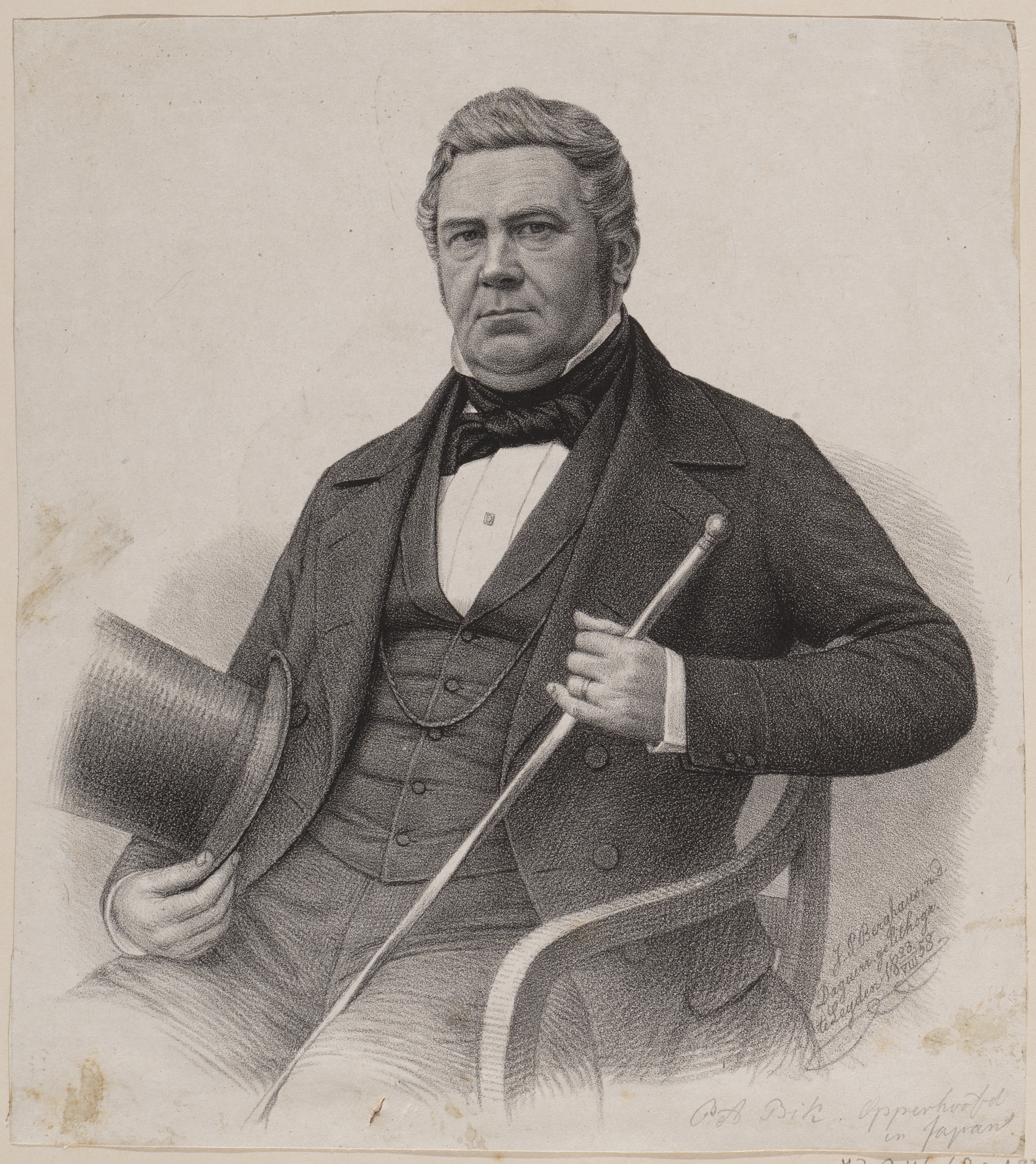
Pieter Albert Bik
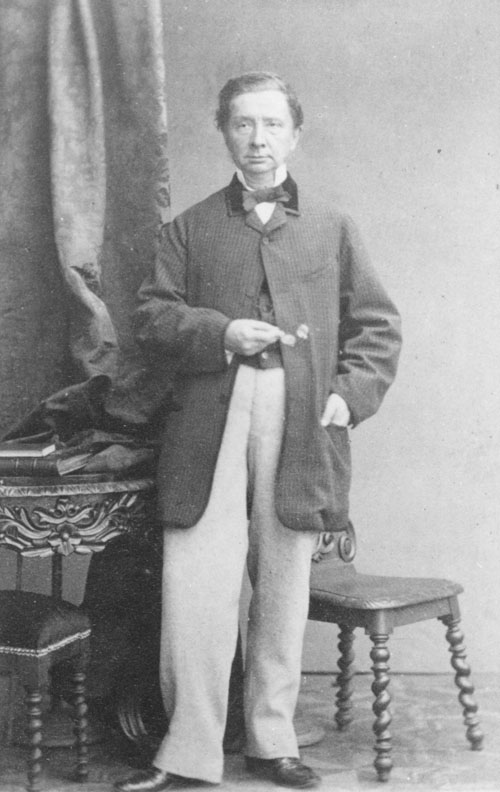
ヤン・ドンケル・クルティウス